# Географія Тринідаду і Тобаго
Тринідад і Тобаго — північноамериканська острівна країна, що знаходиться в Карибському регіоні поблизу північного узбережжя Південної Америки . Загальна площа країни 5 128 км² (174-те місце у світі), з яких на суходіл припадає 5 128 км², а на поверхню внутрішніх вод — 0 км². Площа країни трохи більша за половину площі Чернівецької області України. 

## Назва
Офіційна назва — Республіка Тринідад і Тобаго, Тринідад і Тобаго (ісп. Republic Trinidad and Tobago, Trinidad and Tobago). Назва країни походить від назви однойменних островів. Христофор Колумб відкрив острів Тринідад на свято П'ятидесятниці, 31 липня 1498 року, тому назвав його на честь Святої Трійці. Колумб також звітував про те, що вони бачили острів Тобаго, який він назвав Белла-Форма, але не висаджувалися на ньому. Назва Тобаго, ймовірно, походить від іспанської назви тютюну (ісп. tobacco), який вирощували і палили місцеві індіанці в трубках тамбако. Давньоіндіанська назва острова Тринідад — Каїрі (Kairi, Iere) перекладається як Земля колібрі, або просто острів.

## Географічне положення
Тринідад і Тобаго — північноамериканська острівна країна, що не має сухопутного державного кордону. Тринідад і Тобаго з усіх боків омивається водами Атлантичного океану. Загальна довжина морського узбережжя 362 км.

Морські кордони країн Карибського регіону

Згідно з Конвенцією Організації Об'єднаних Націй з морського права (UNCLOS) 1982 року, протяжність територіальних вод країни встановлено в 12 морських миль (22,2 км) від прямих ліній архіпелажних вод. Прилегла зона, що примикає до територіальних вод, в якій держава може здійснювати контроль необхідний для запобігання порушень митних, фіскальних, імміграційних або санітарних законів простягається на 24 морські милі (44,4 км) від узбережжя (стаття 33). Виключна економічна зона встановлена на відстань 200 морських миль (370,4 км) від узбережжя. Континентальний шельф — 200 морських миль (370,4 км) від узбережжя, або до континентальної брівки.

### Час
Час у Тринідаді і Тобаго: UTC-4 (-6 годин різниці часу з Києвом).

## Геологія

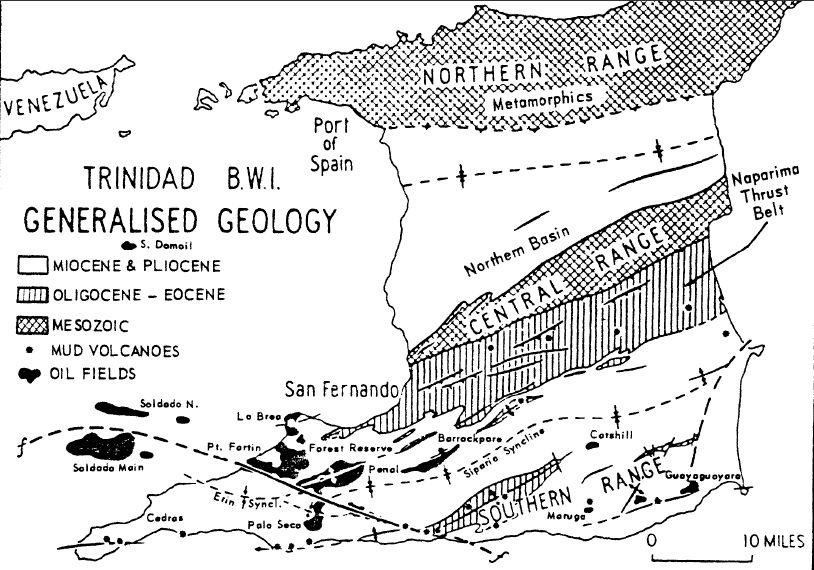
Геологічна карта Тринідаду
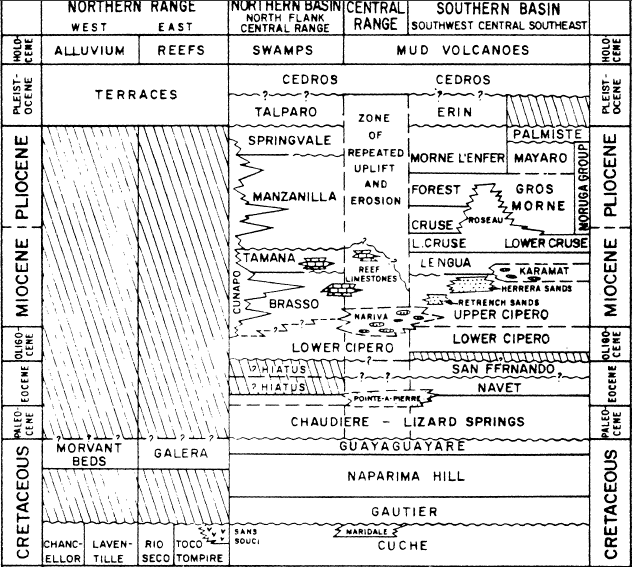
Стратиграфічна колонка Тринідаду
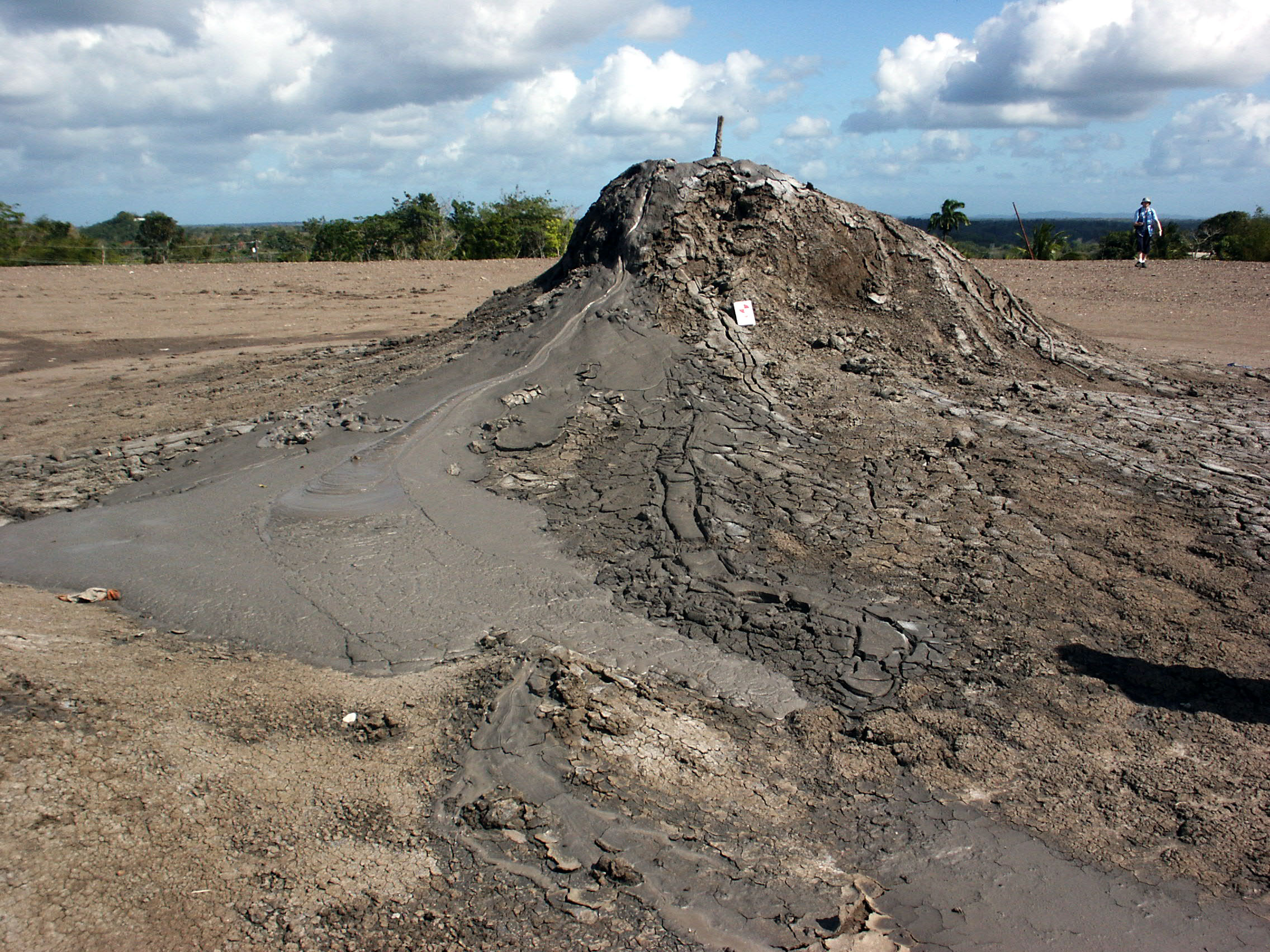
Грязьові вулкани Піпаро
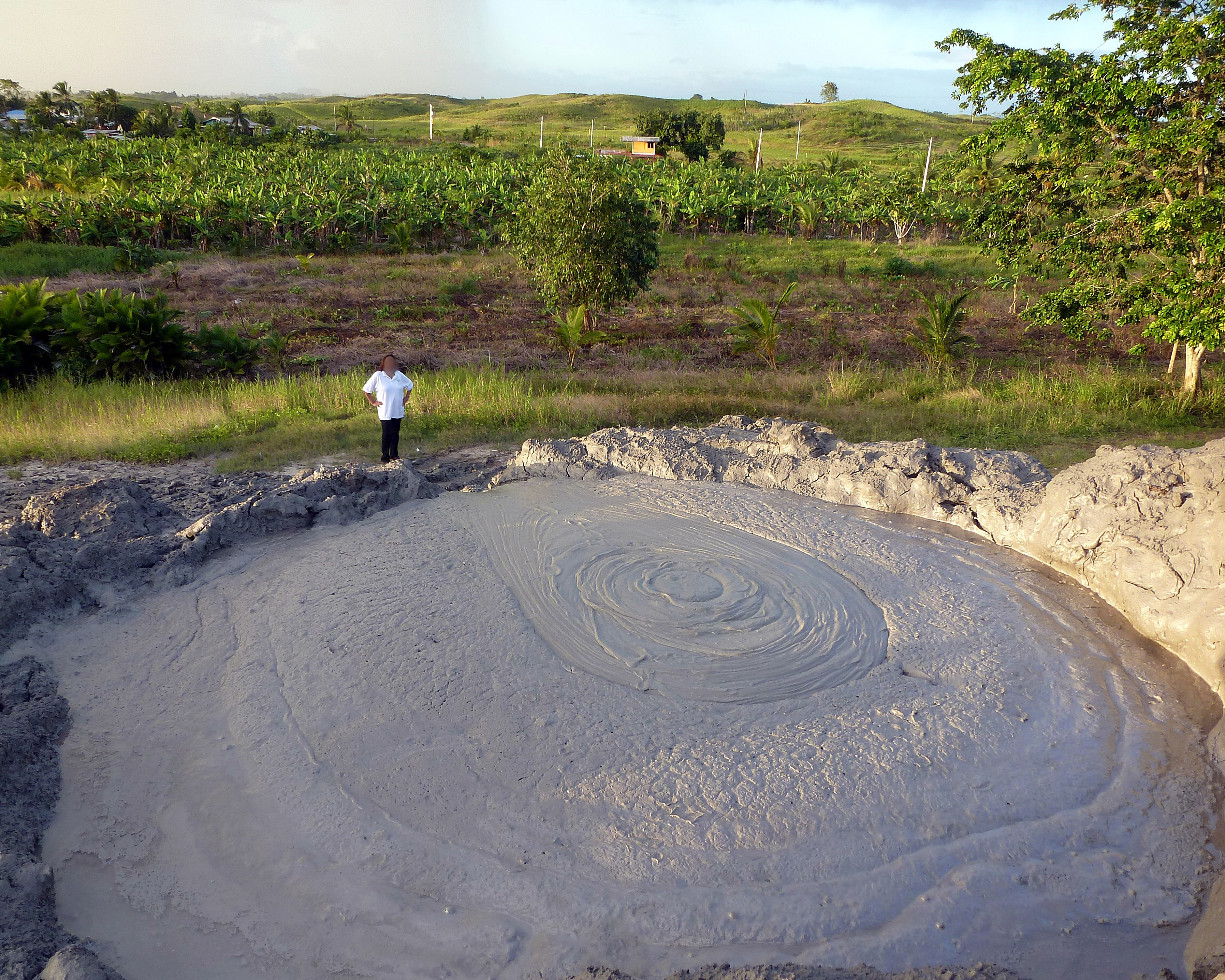
Грязьовий вулкан
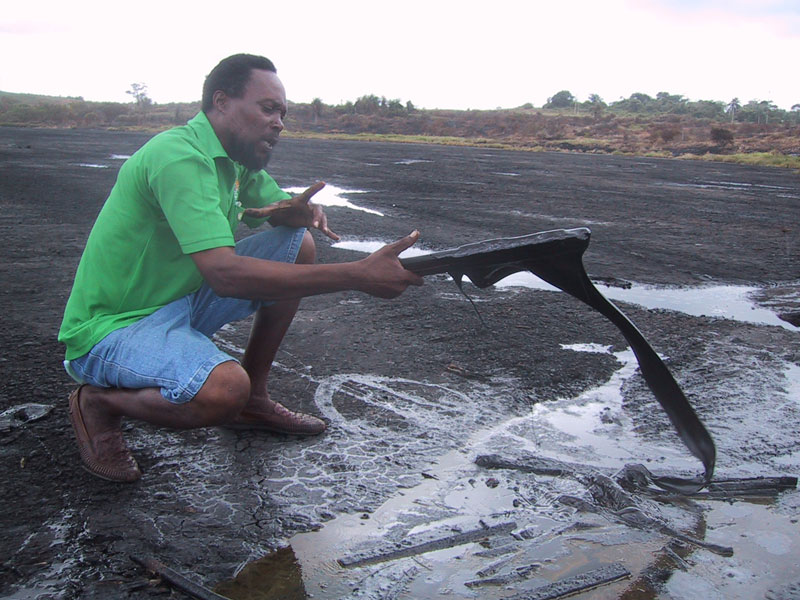
Бітум озера Ла-Бреа
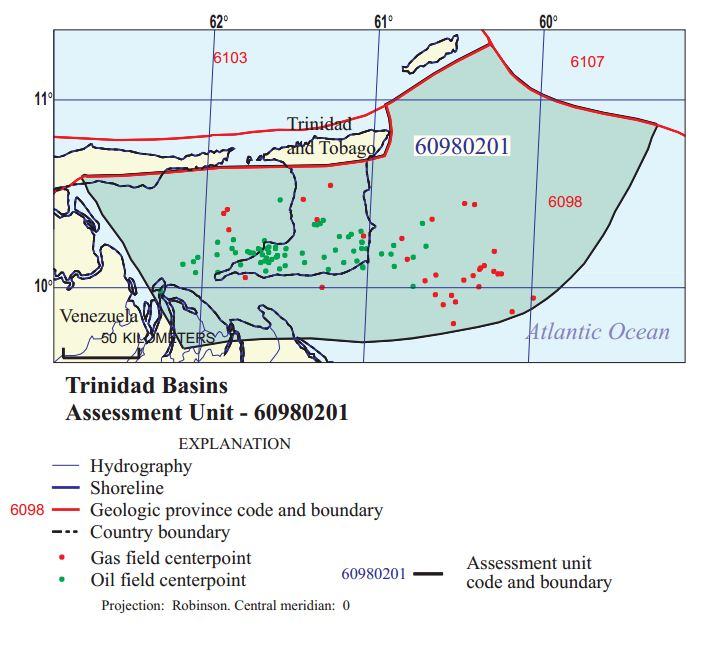
Поклади вуглеводнів у районі Тринідаду і Тобаго

### Корисні копалини
Надра Тринідаду і Тобаго багаті на ряд корисних копалин: нафту, природний газ, бітум.

## Рельєф
Середні висоти — 83 м; найнижча точка — рівень вод Карибського моря (0 м); найвища точка — гора Ель-Сьєрро-дель-Аріпо (940 м). Острови Тринідад і Тобаго розташовані на континентальному шельфі Південної Америки. Більша частина островів переважно низовинні рівнини.
Острів Тринідад відділений від материка затокою Парія і двома вузькими протоками. Невисокий сильно розчленований Північний хребет цього острова з найвищими точками країни, горами Ель-Сьєрро-дель-Аріпо (англ. El Cerro del Aripo) (940 м) та Ель-Тукуче (англ. El Tucuche) (936 м) є продовженням Берегового хребта Венесуели і складений метаморфічними сланцями. У центральній і південній частинах острова виділяються дві менш високі гряди субширотного простягання, складені осадовими породами. Між хребтами розташовані алювіальні рівнини. Прибережні низовини на сході сильно заболочені. Вздовж південного узбережжя тягнеться ланцюг грязьових вулканів.

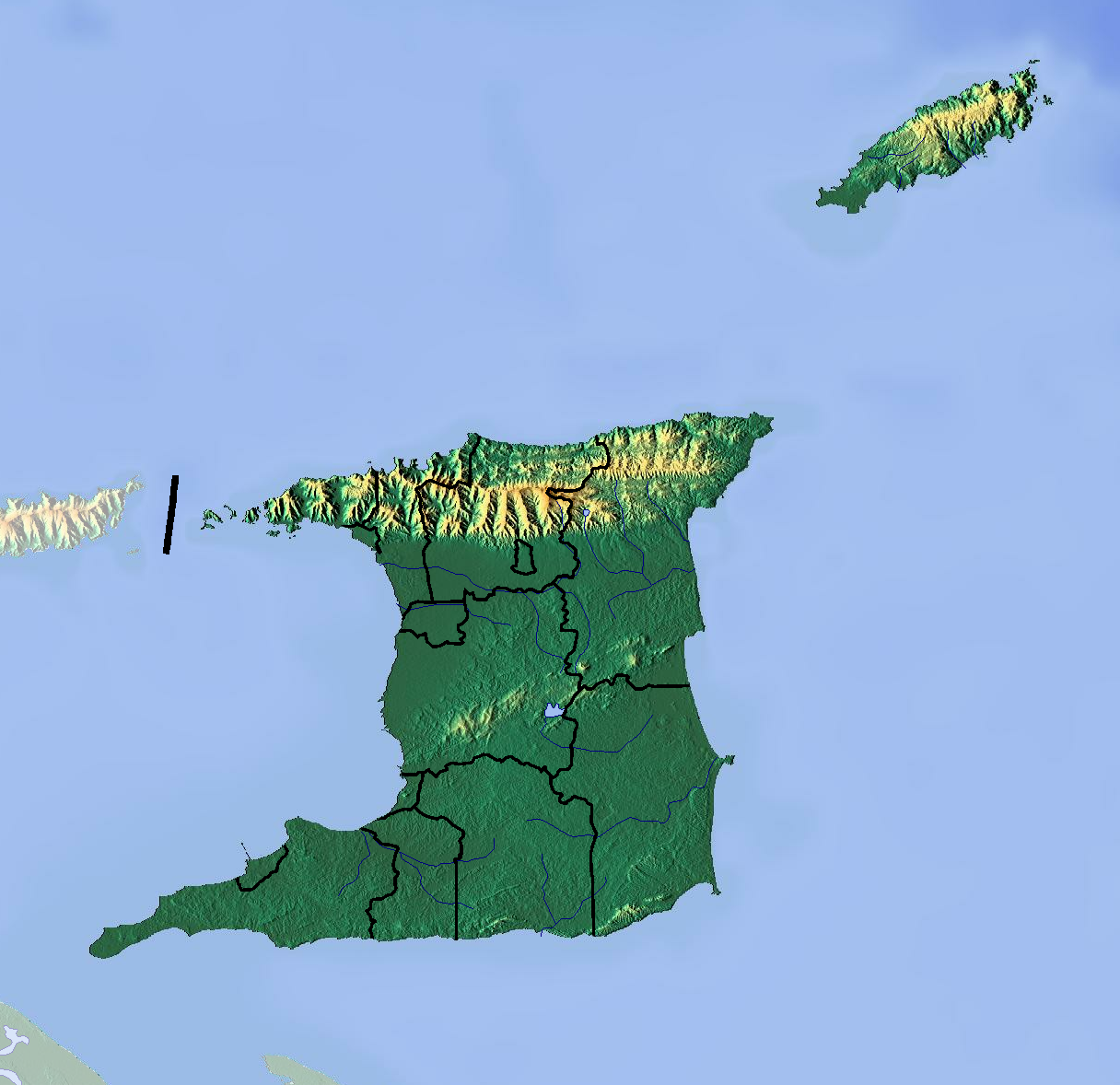
Рельєф Тринідаду і Тобаго
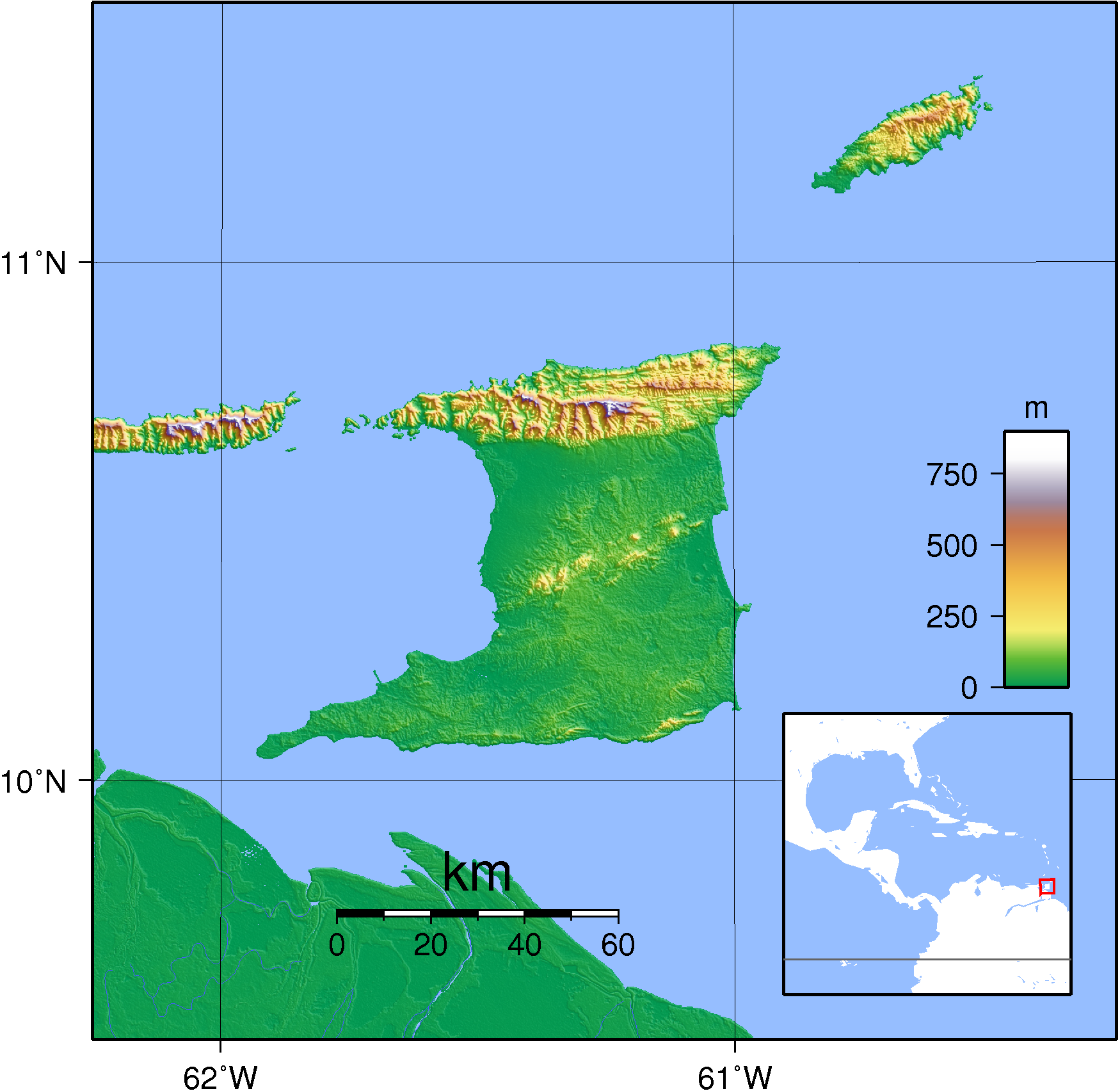
Гіпсометрична карта Тринідаду і Тобаго
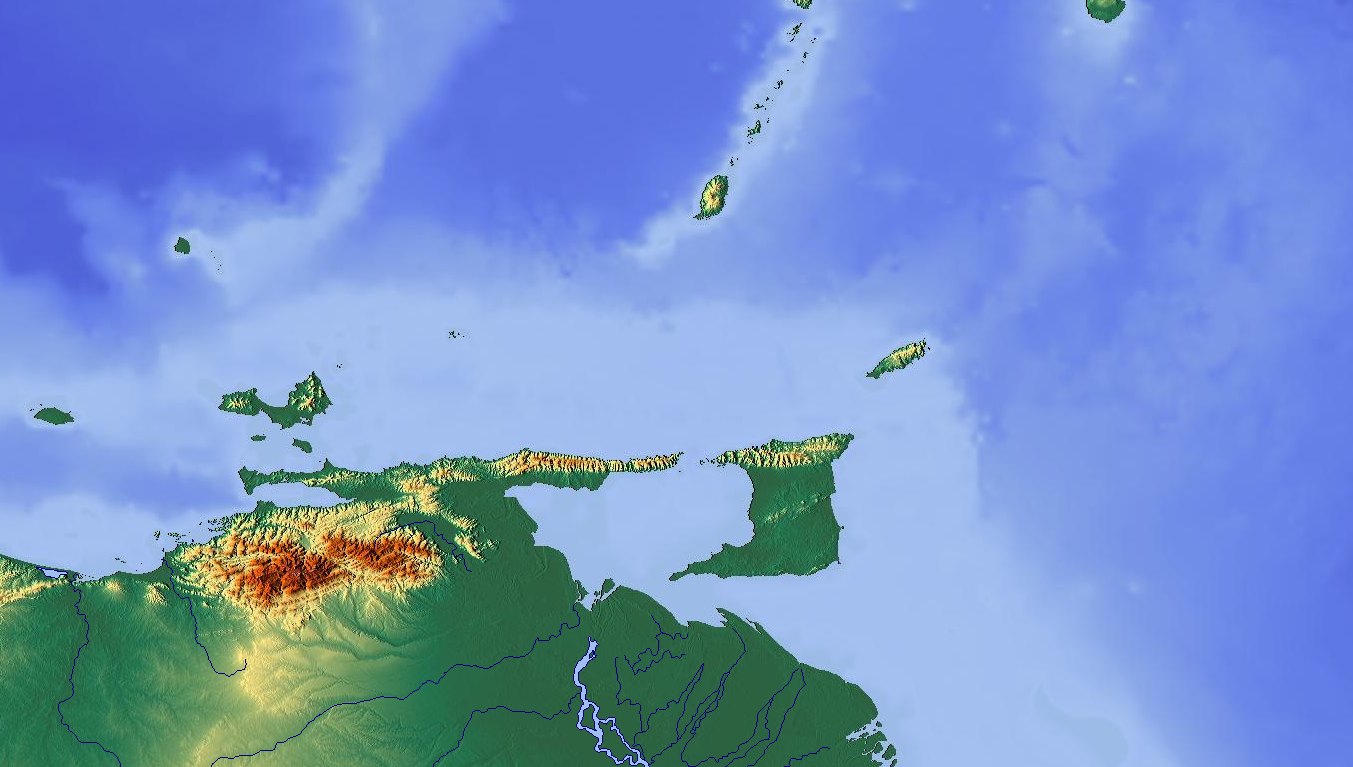
Рельєф північної частини Південної Америки
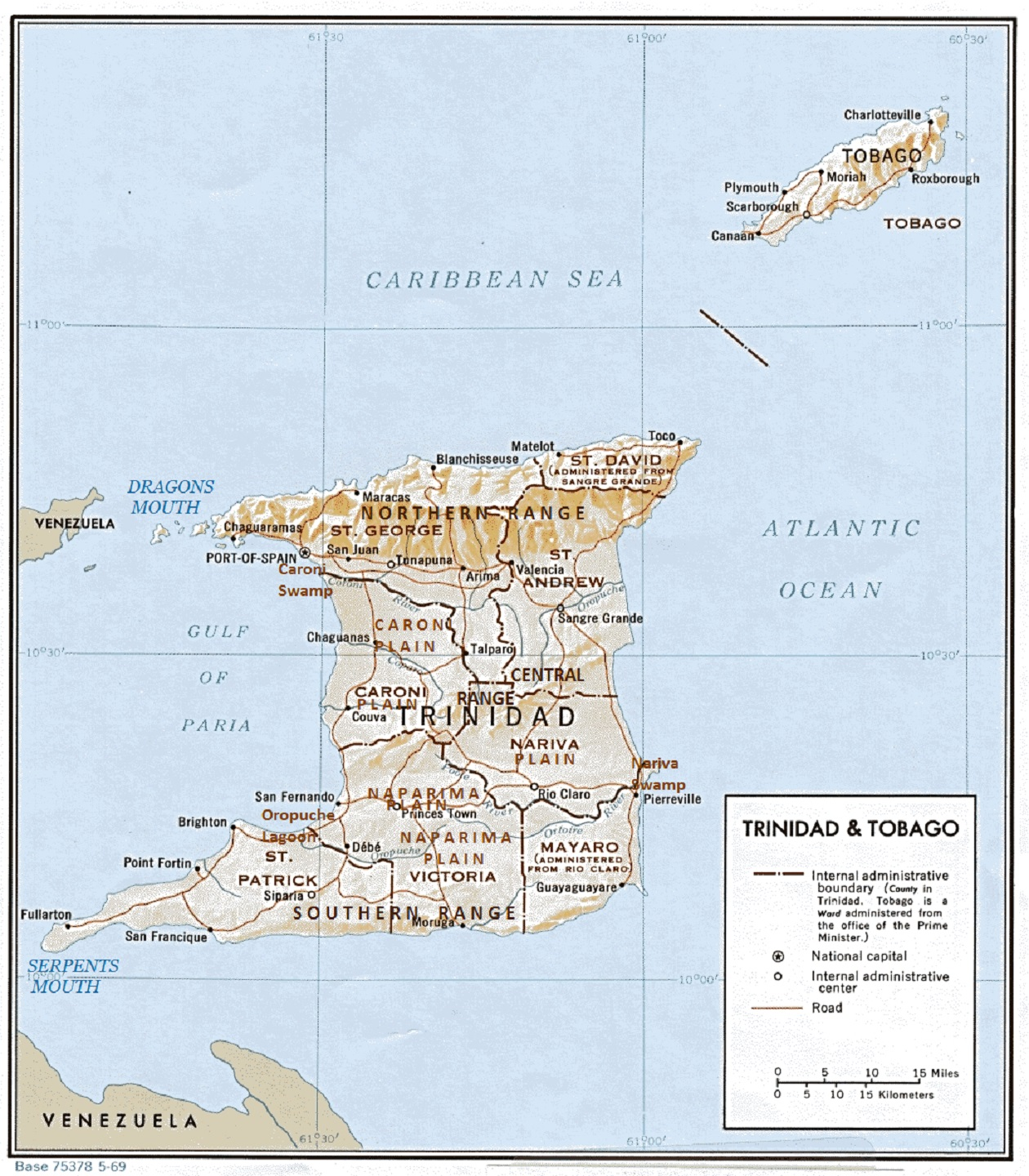
Карта країни (англ.)

Головний хребет острова Тобаго протягається через осьову частину острова з південного-заходу на північний-схід, і є продовженням Північного хребта (тут максимальні висоти близько 600 м).

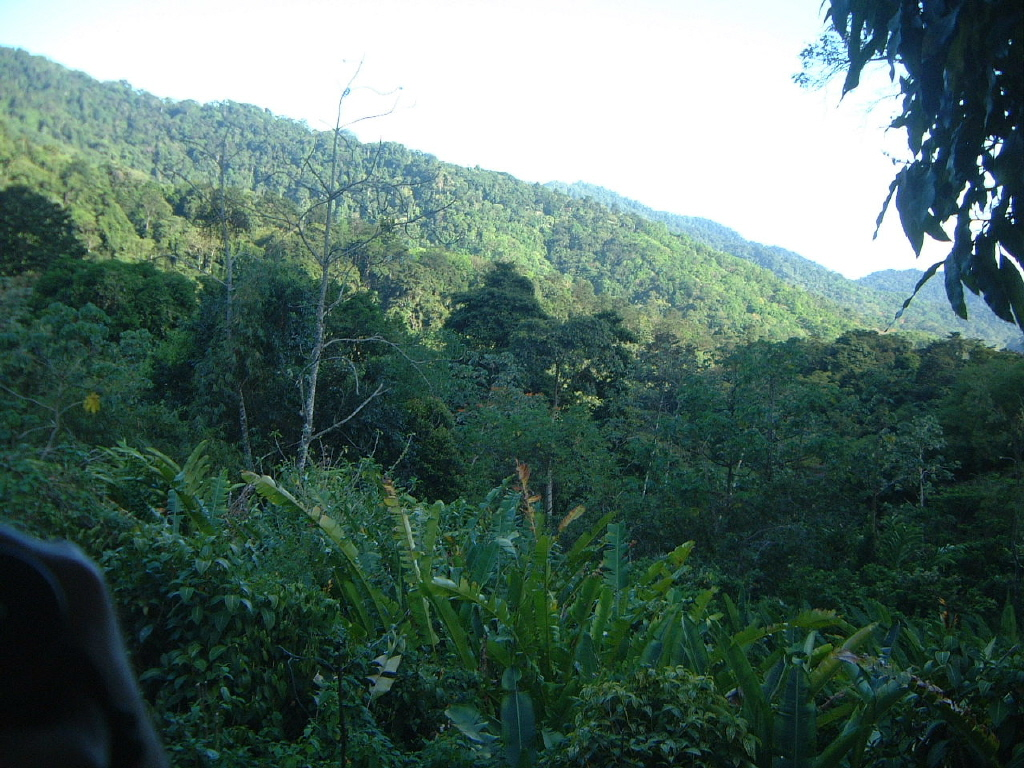
На схилах Ель-Сьєрро-дель-Аріпо
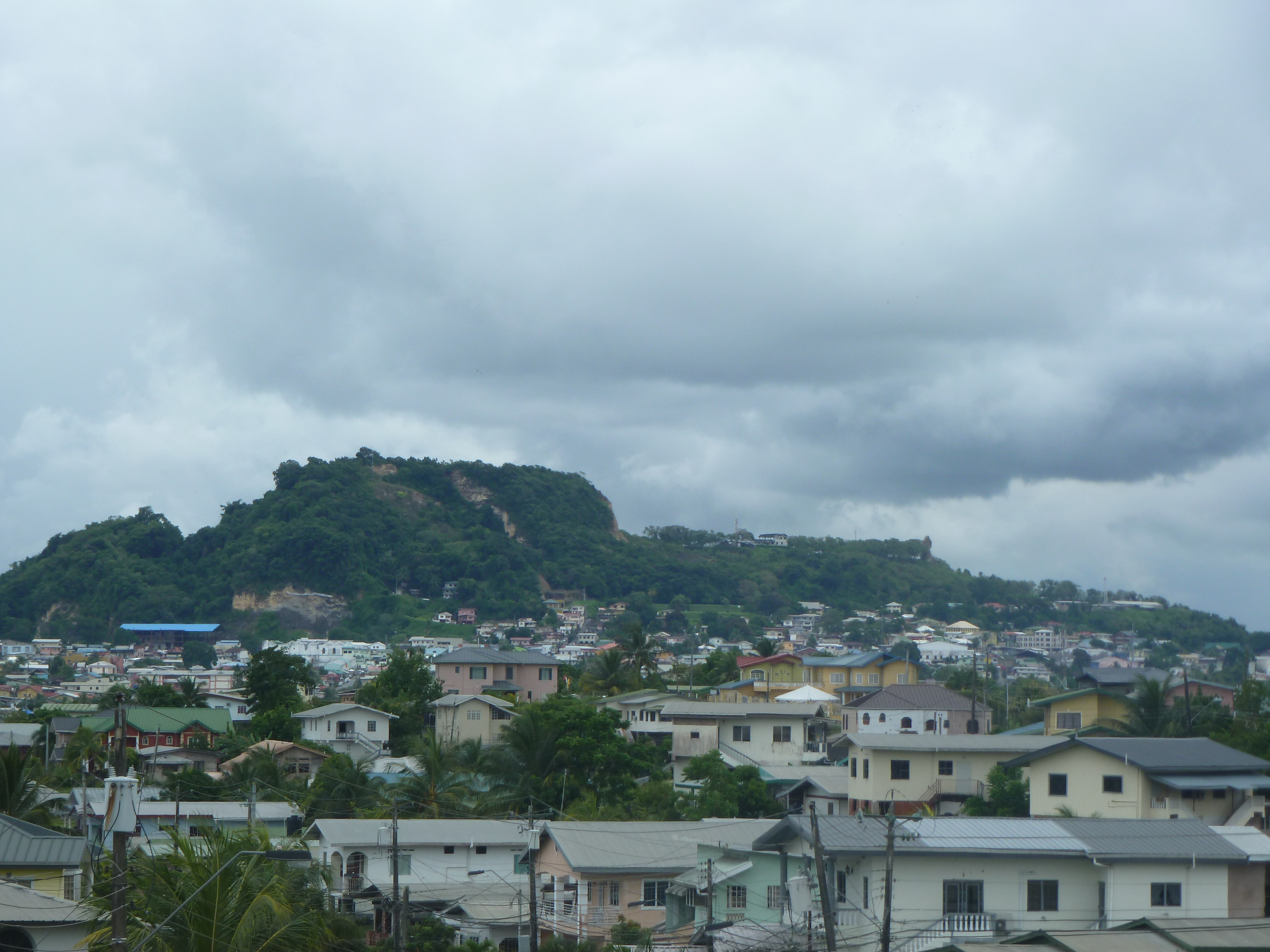
Пагорб Сан-Фернандо
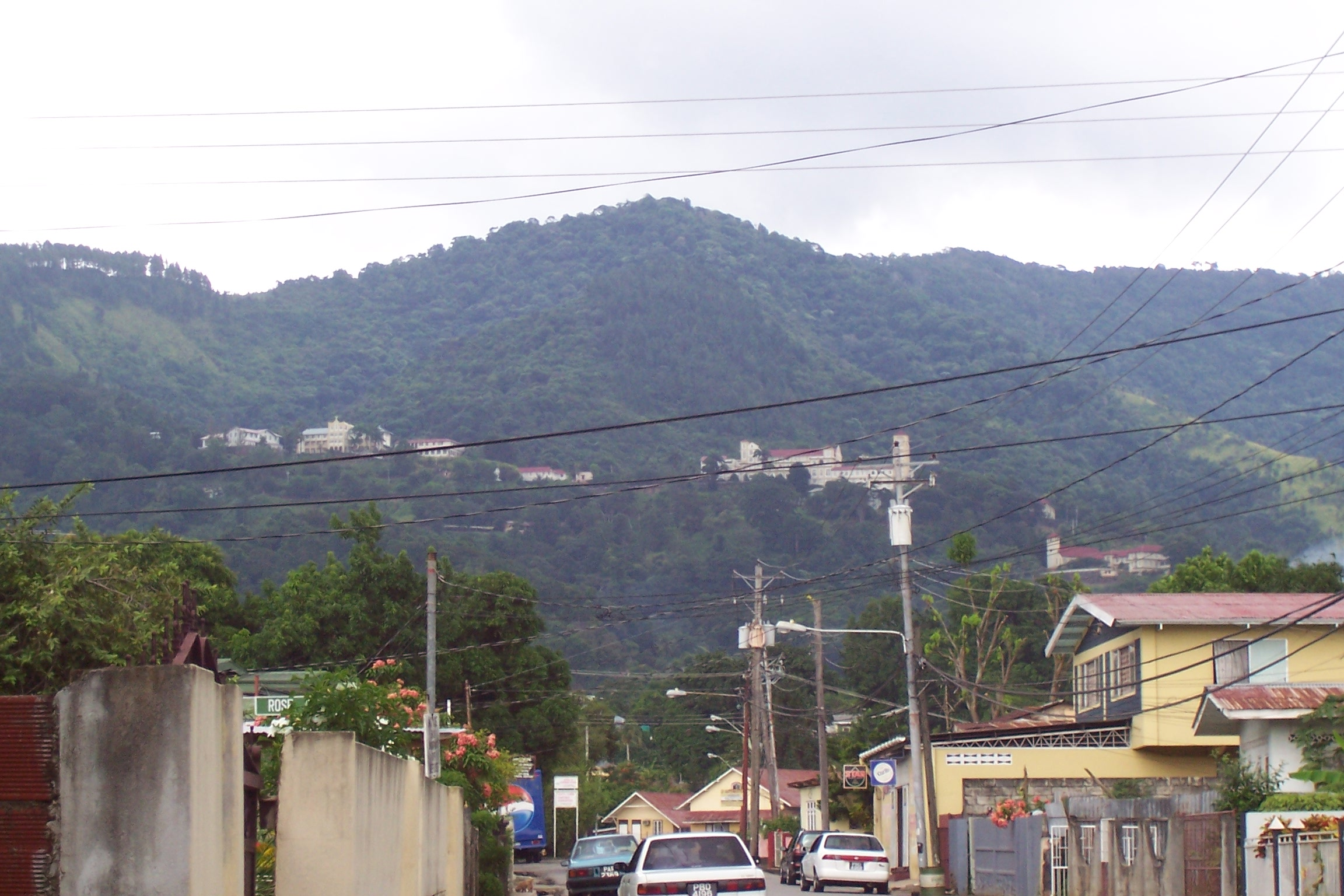
Гора Санкт-Бенедікт

### Узбережжя

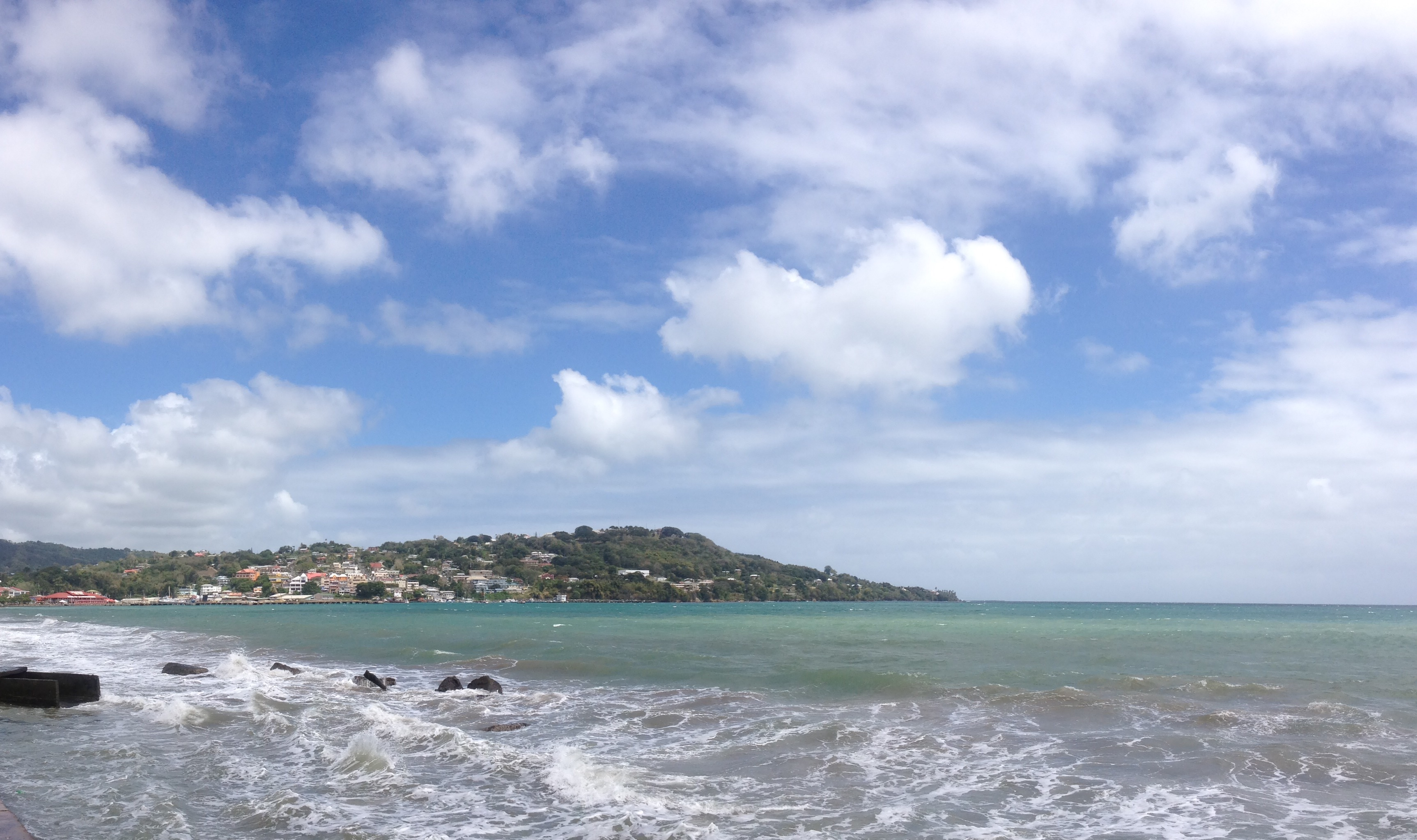
Скарборо
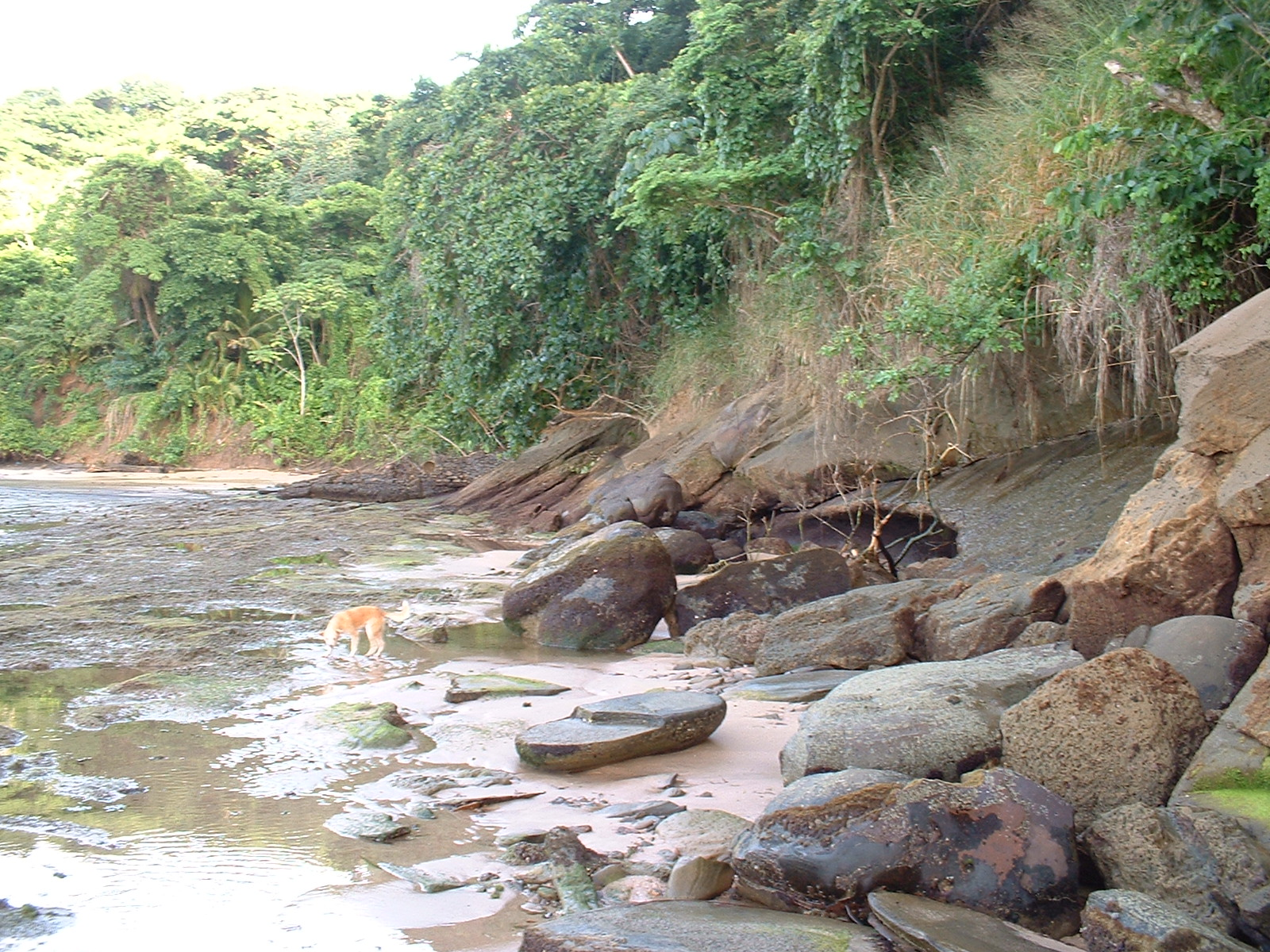
Пляж Маяро
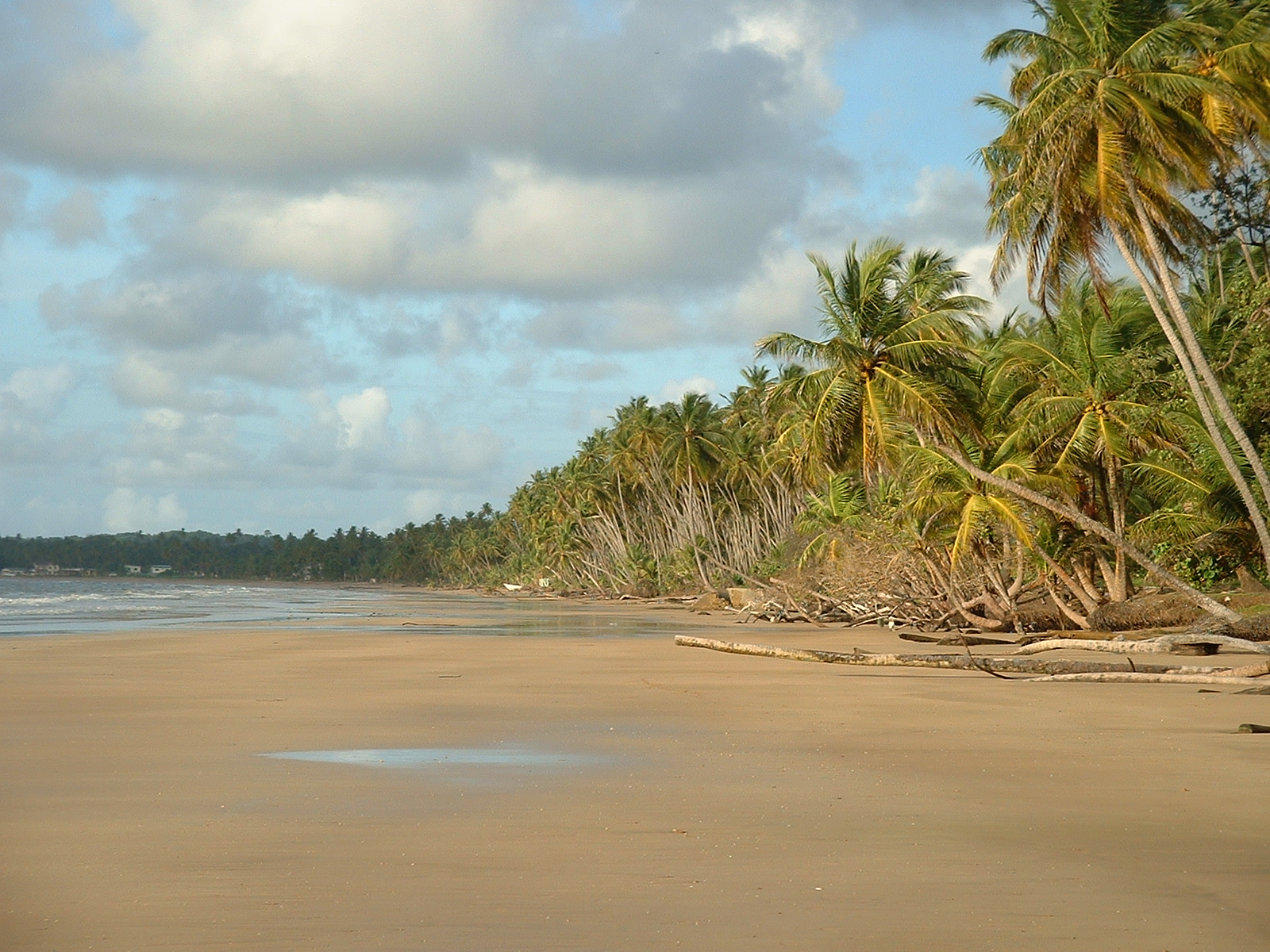
Пляж Маяро
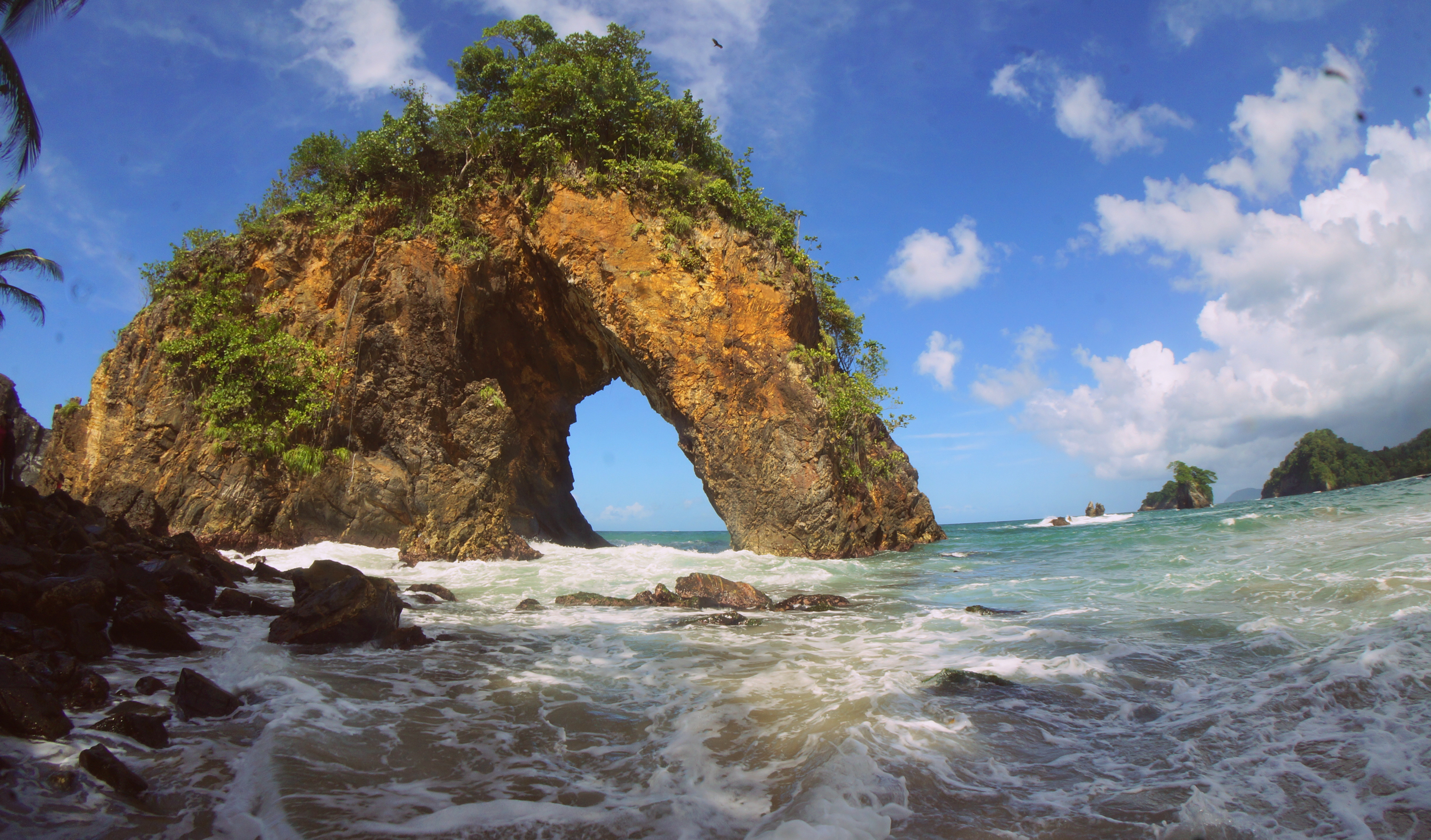
Арка Парія
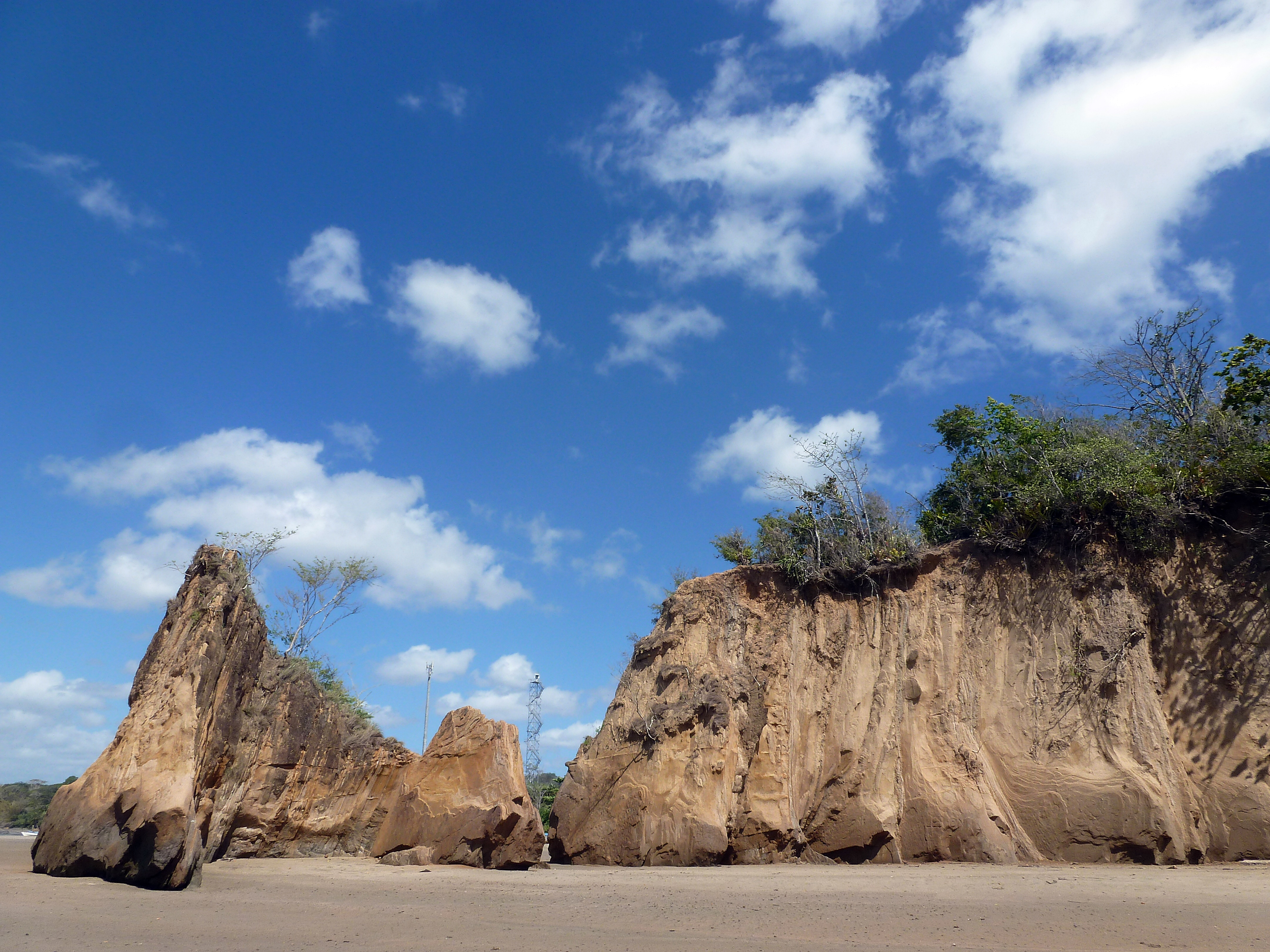
Моруга

## Клімат
Територія Тринідаду і Тобаго лежить у тропічному кліматичному поясі. Увесь рік панують тропічні повітряні маси. Сезонний хід температури повітря чітко відстежується. Переважають східні пасатні вітри, достатнє зволоження (на підвітряних схилах відчувається значний дефіцит вологи). У теплий сезон з морів та океанів часто надходять тропічні циклони. Часто дмуть сильні штормові вітри, що супроводжуються тропічними зливами руйнівної сили.

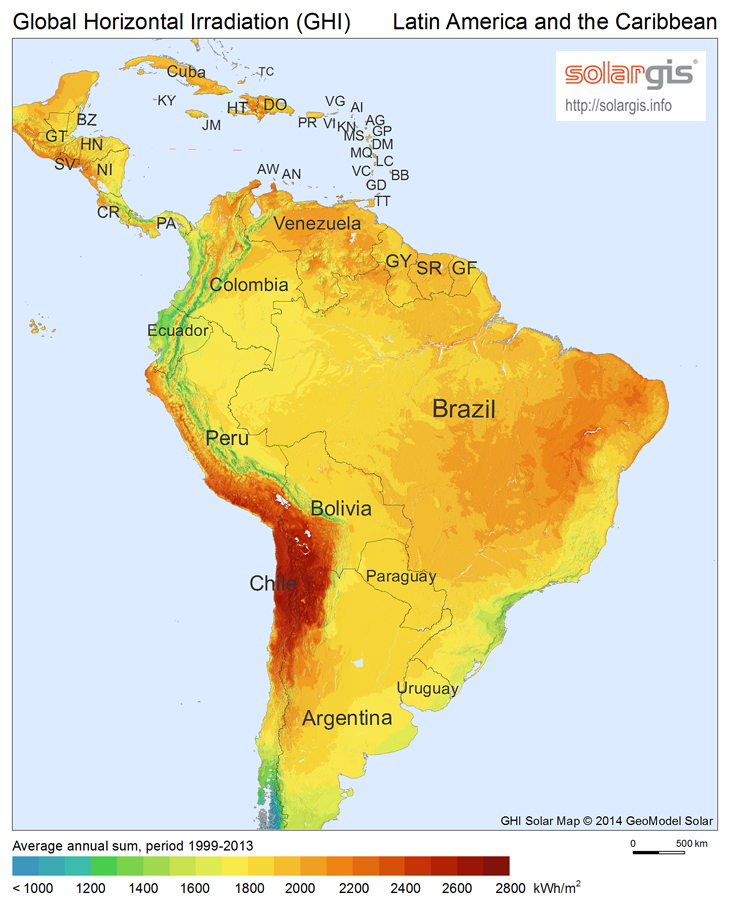
Сонячна радіація (англ.)
Кліматична карта Антильських островів за Кеппеном

Тринідад і Тобаго є членом Всесвітньої метеорологічної організації (WMO), в країні ведуться систематичні спостереження за погодою.

## Внутрішні води
Загальні запаси відновлюваних водних ресурсів (ґрунтові і поверхневі прісні води) становлять 3,84 км³. Станом на 2012 рік в країні налічувалось 70 км² зрошуваних земель.

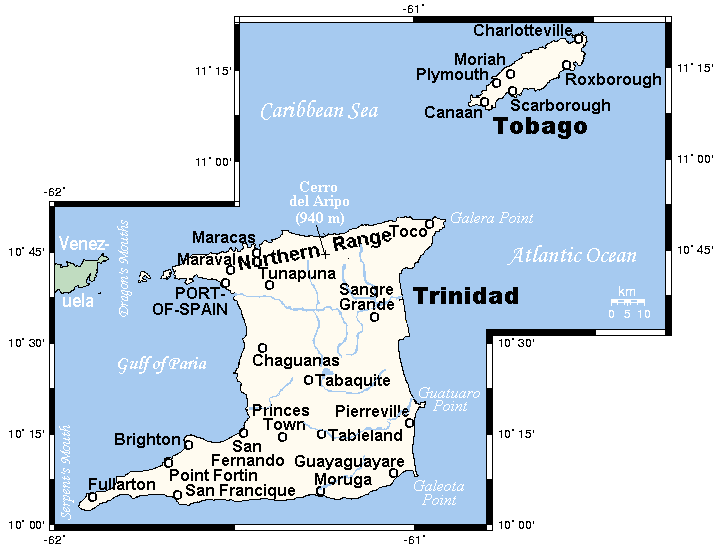
Гідрографічна мережа Тринідаду і Тобаго
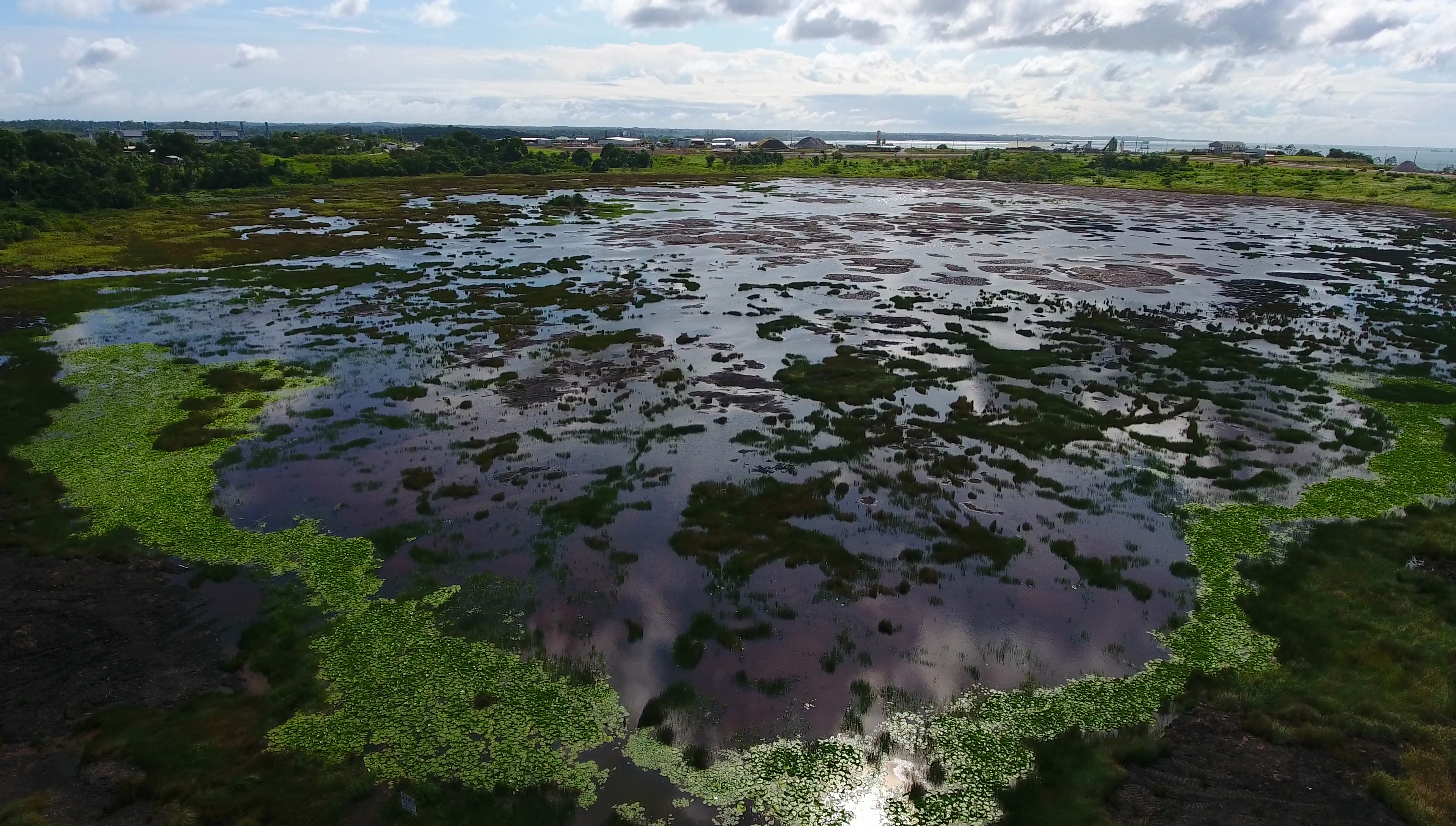
Асфальтове озеро Ла-Бреа
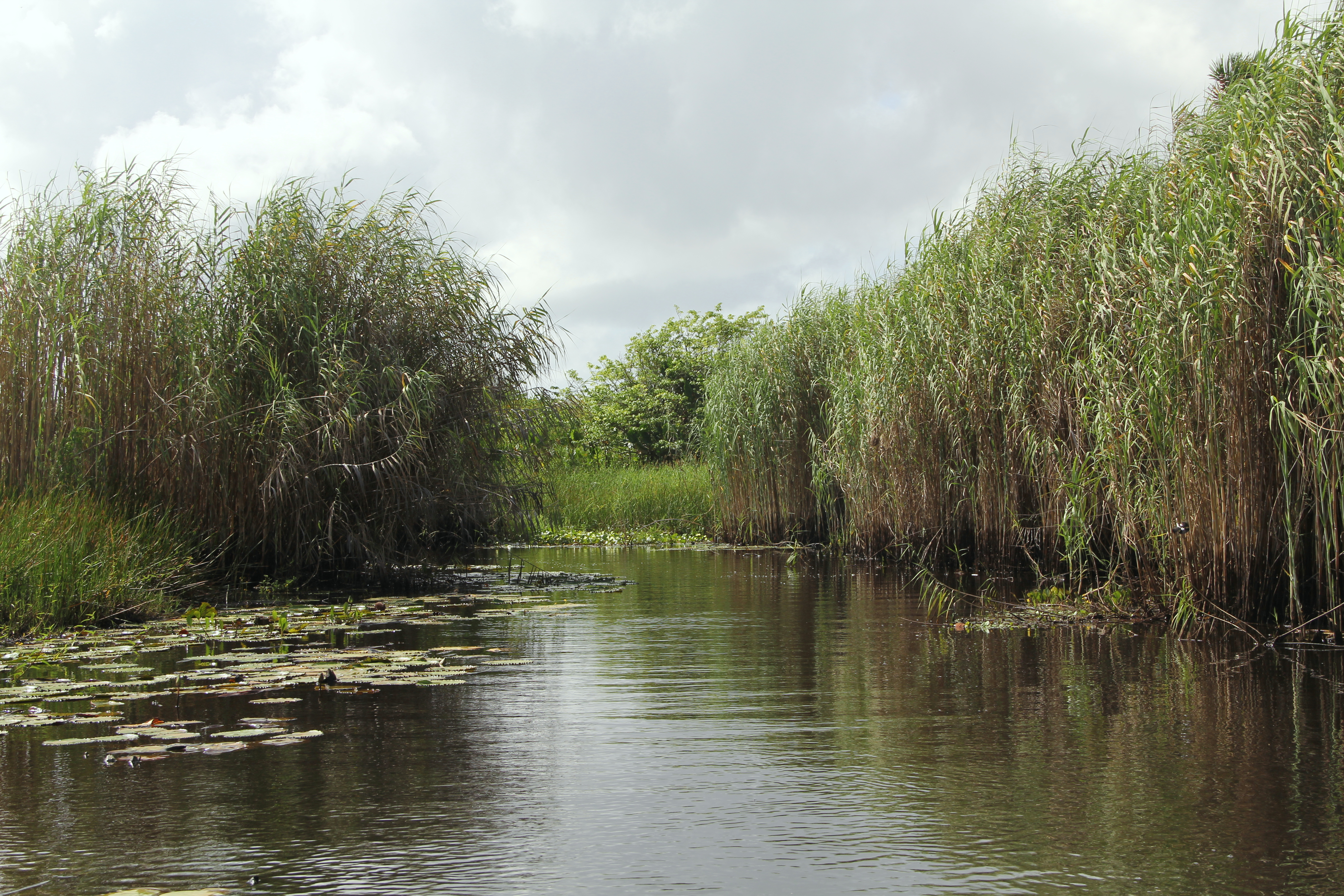
Болото Наріва

### Річки
Річки країни належать басейну Атлантичного океану.

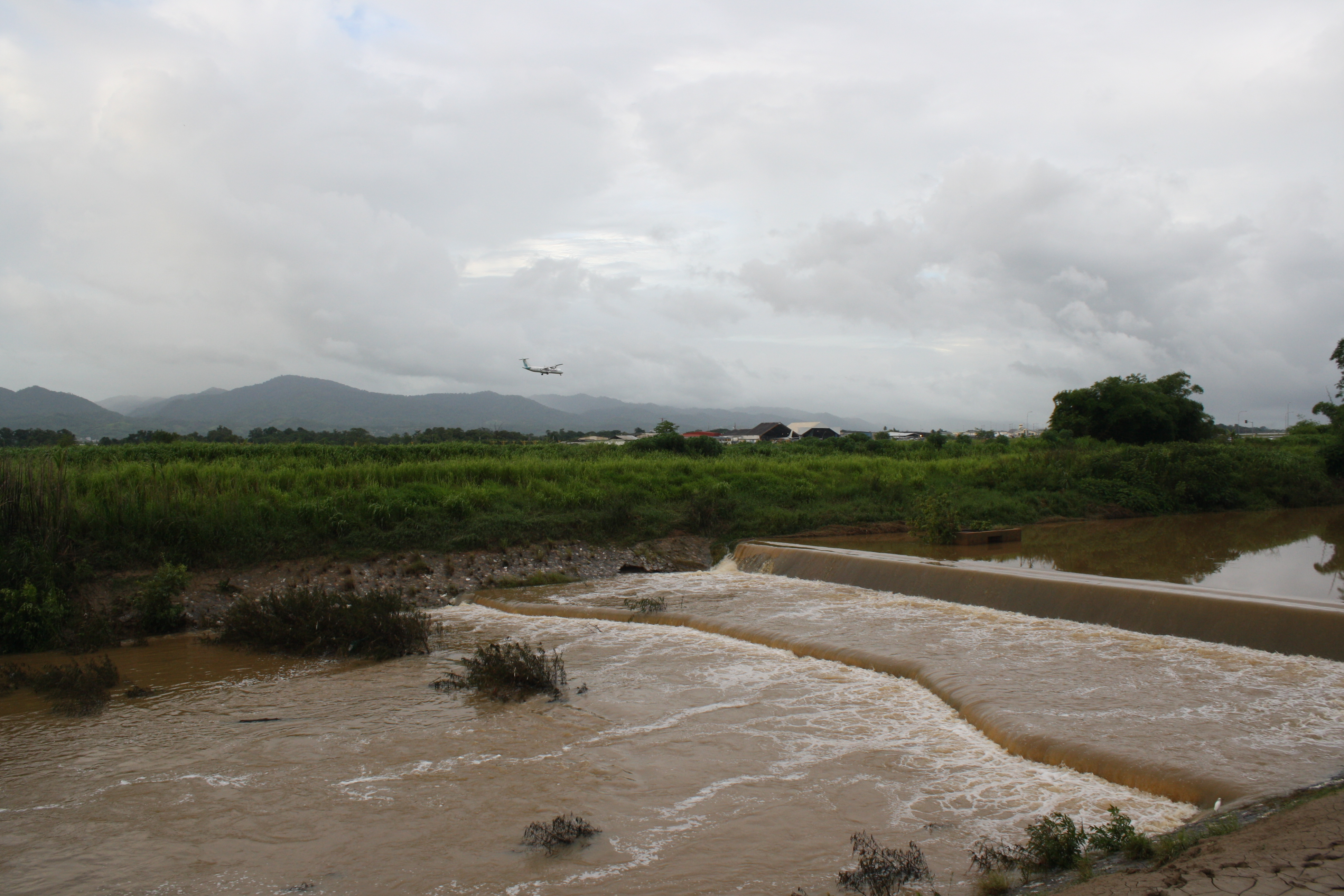
Річка Кароні
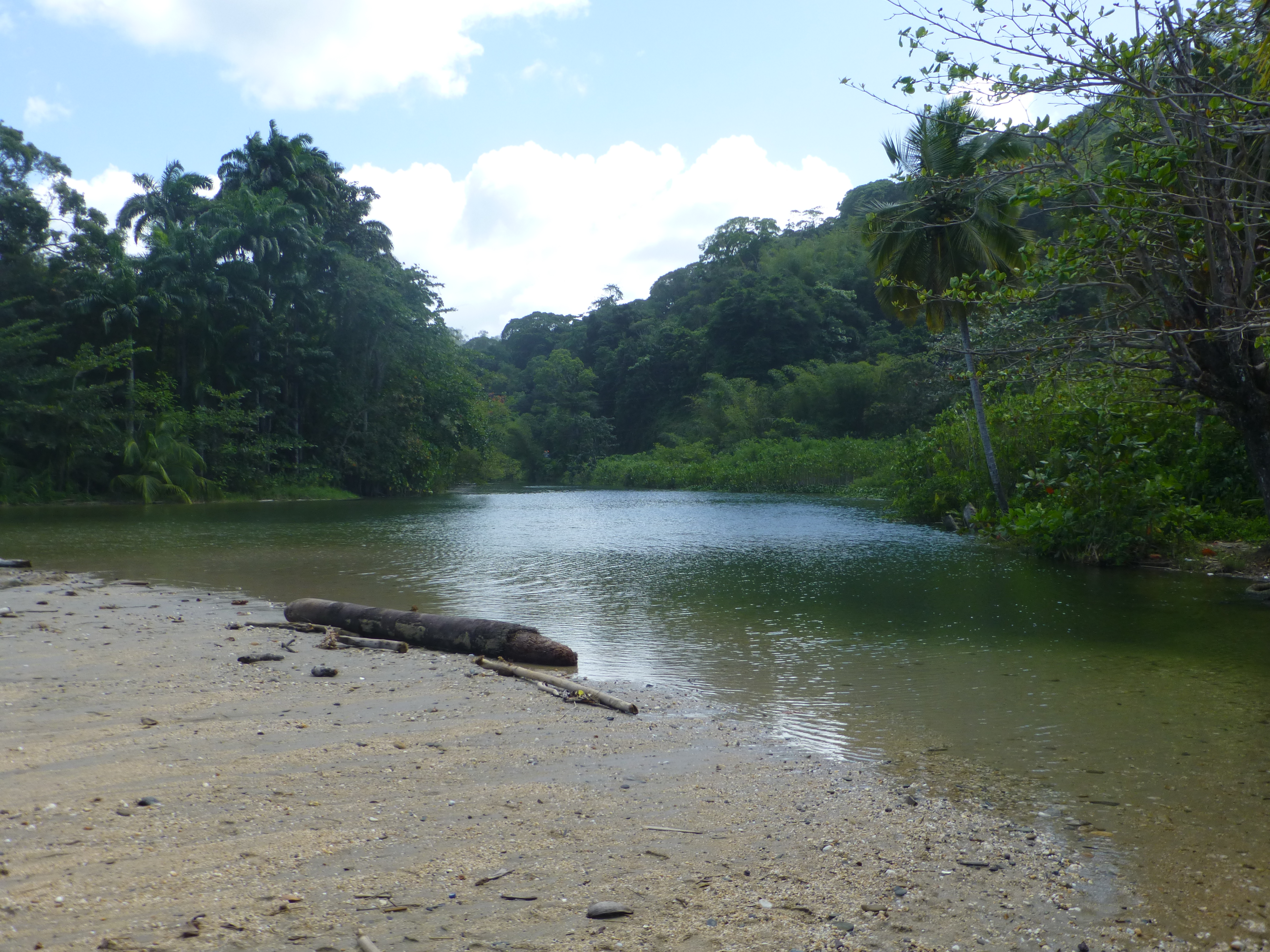
Річка Маріанна
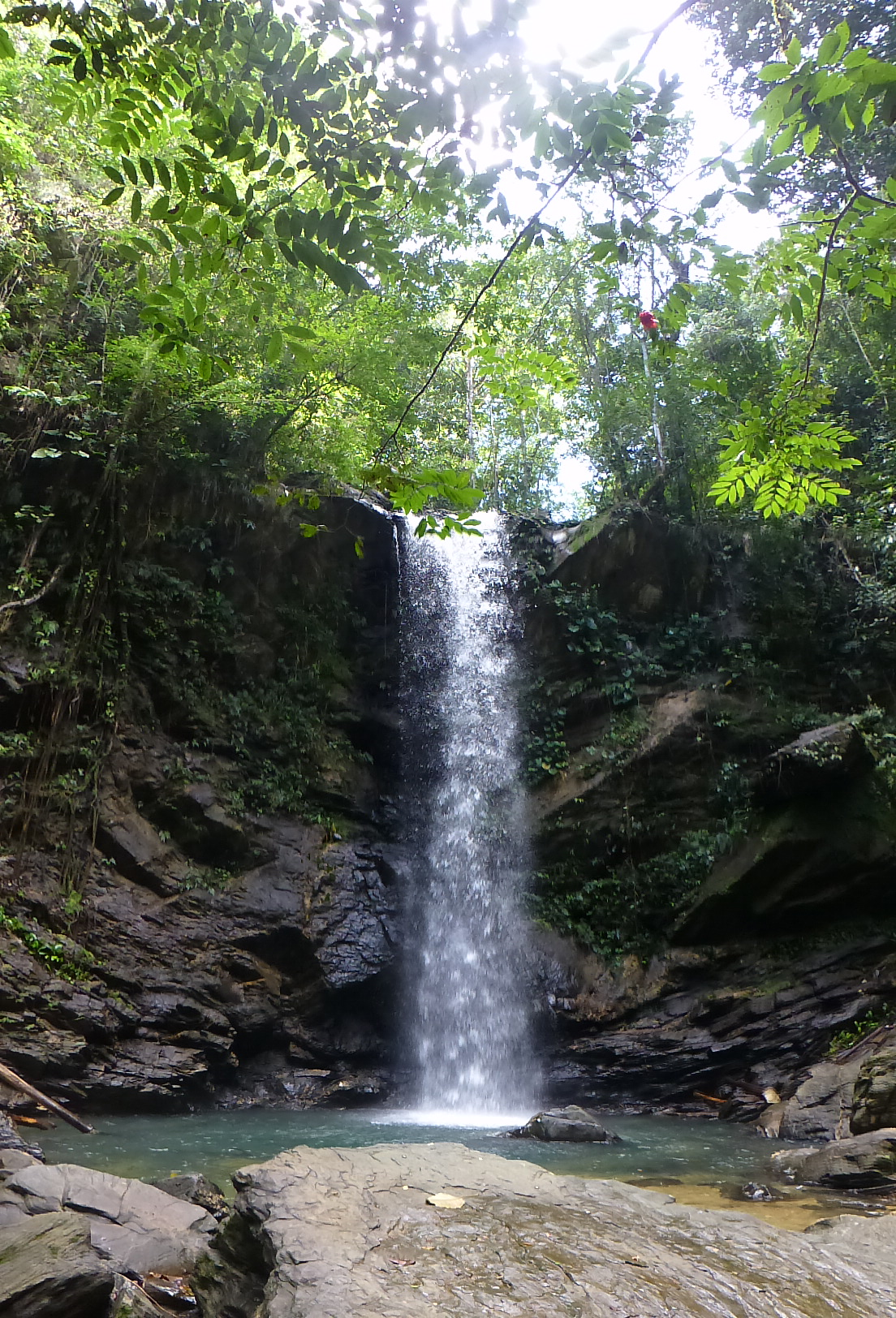
Водоспад Авокат
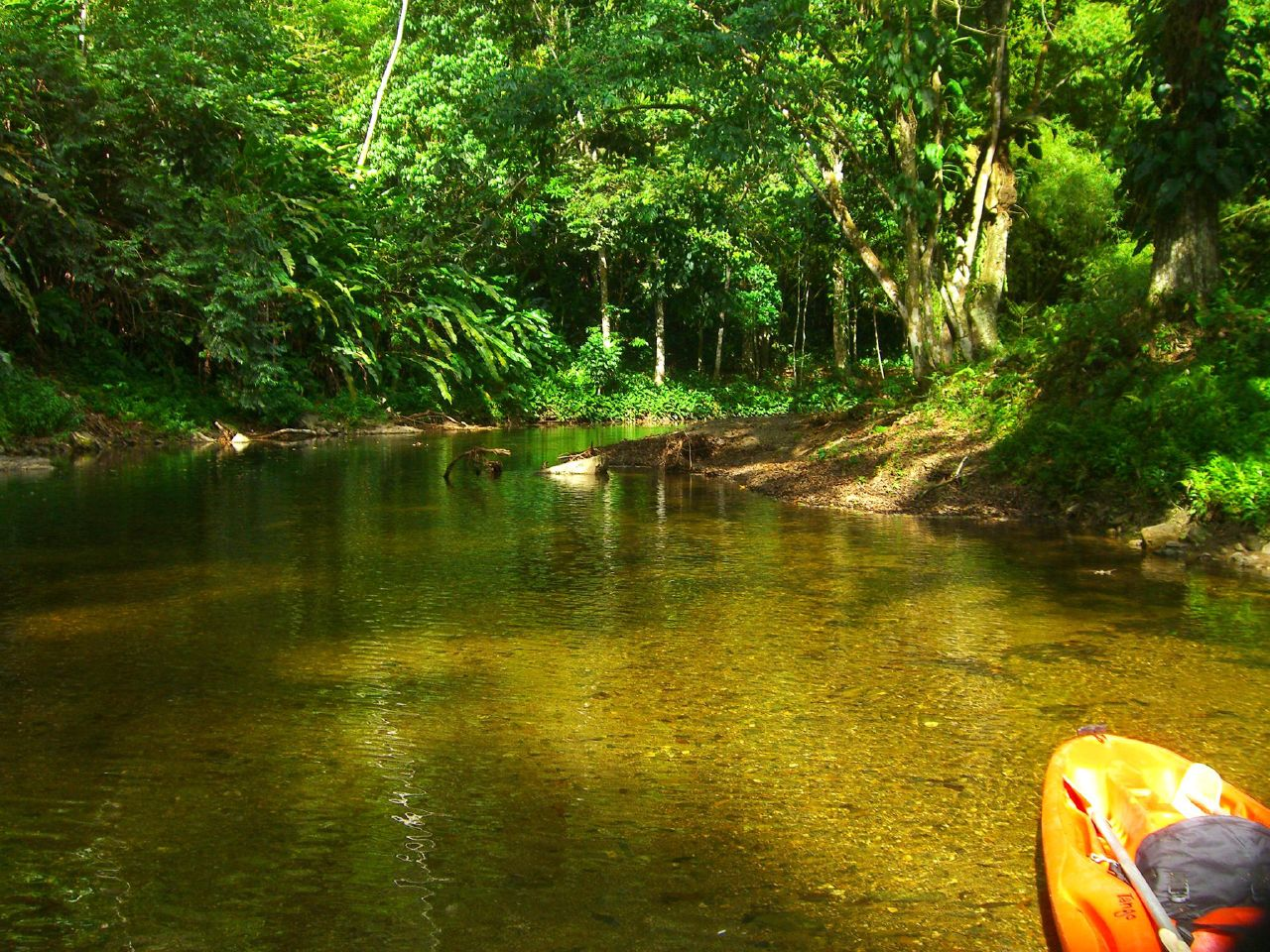
Річка Гранд-Рівер

## Рослинність

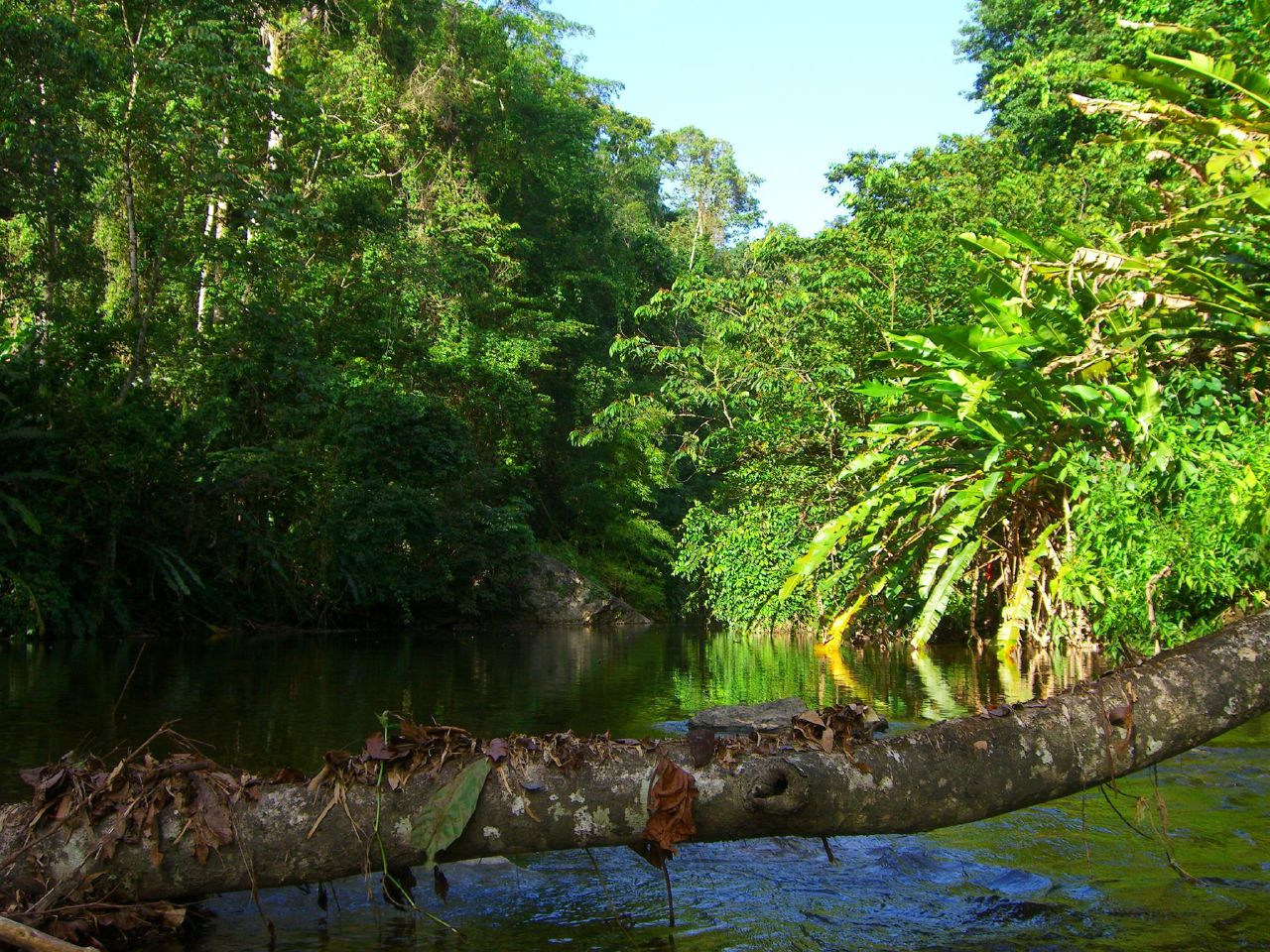
Вологі тропічні ліси
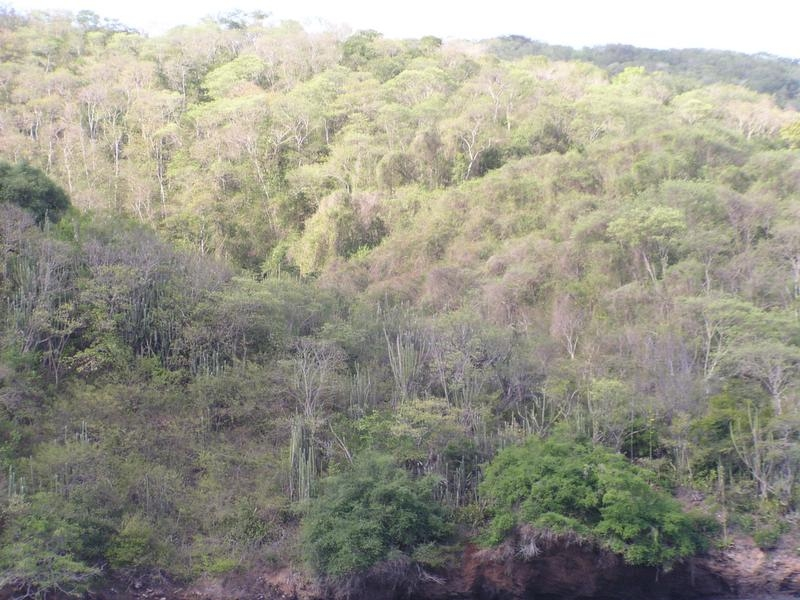
Сухі ліси острова Чакачакаре
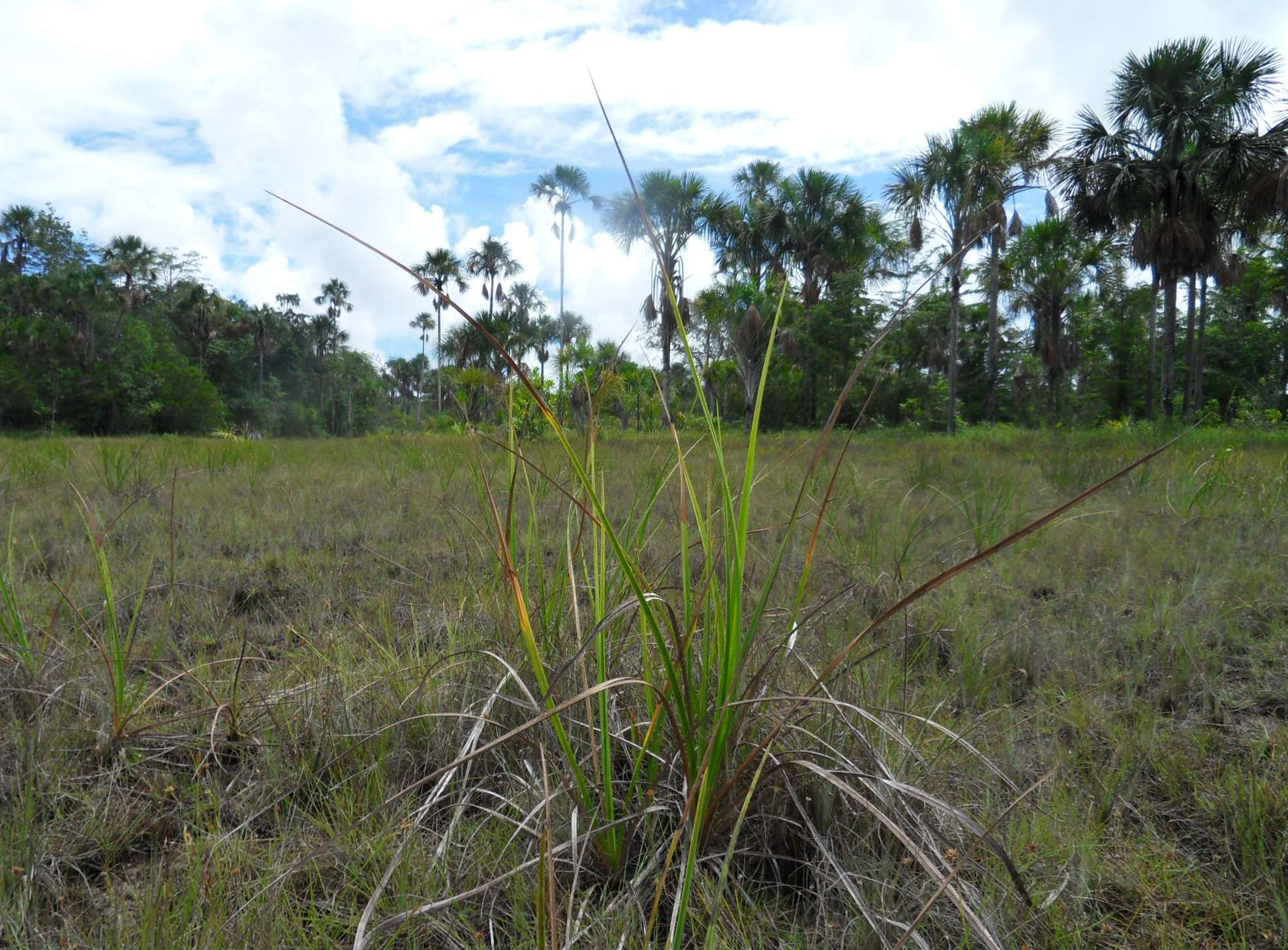
Савана Аріпо
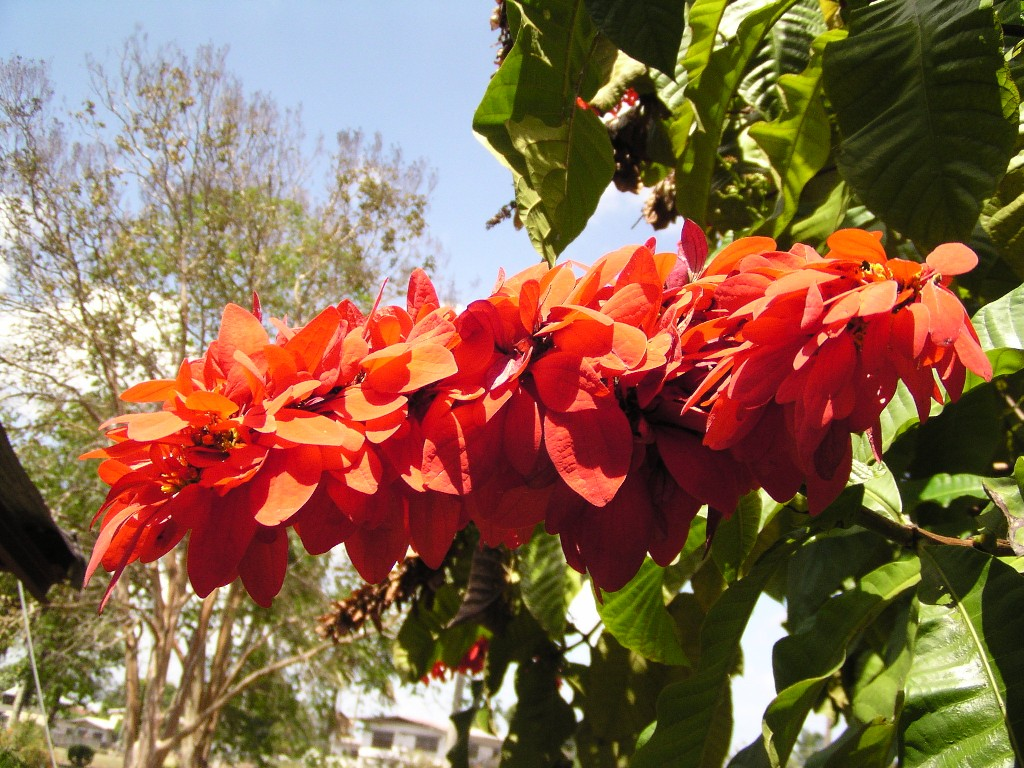
Варшевічія — національна квітка держави
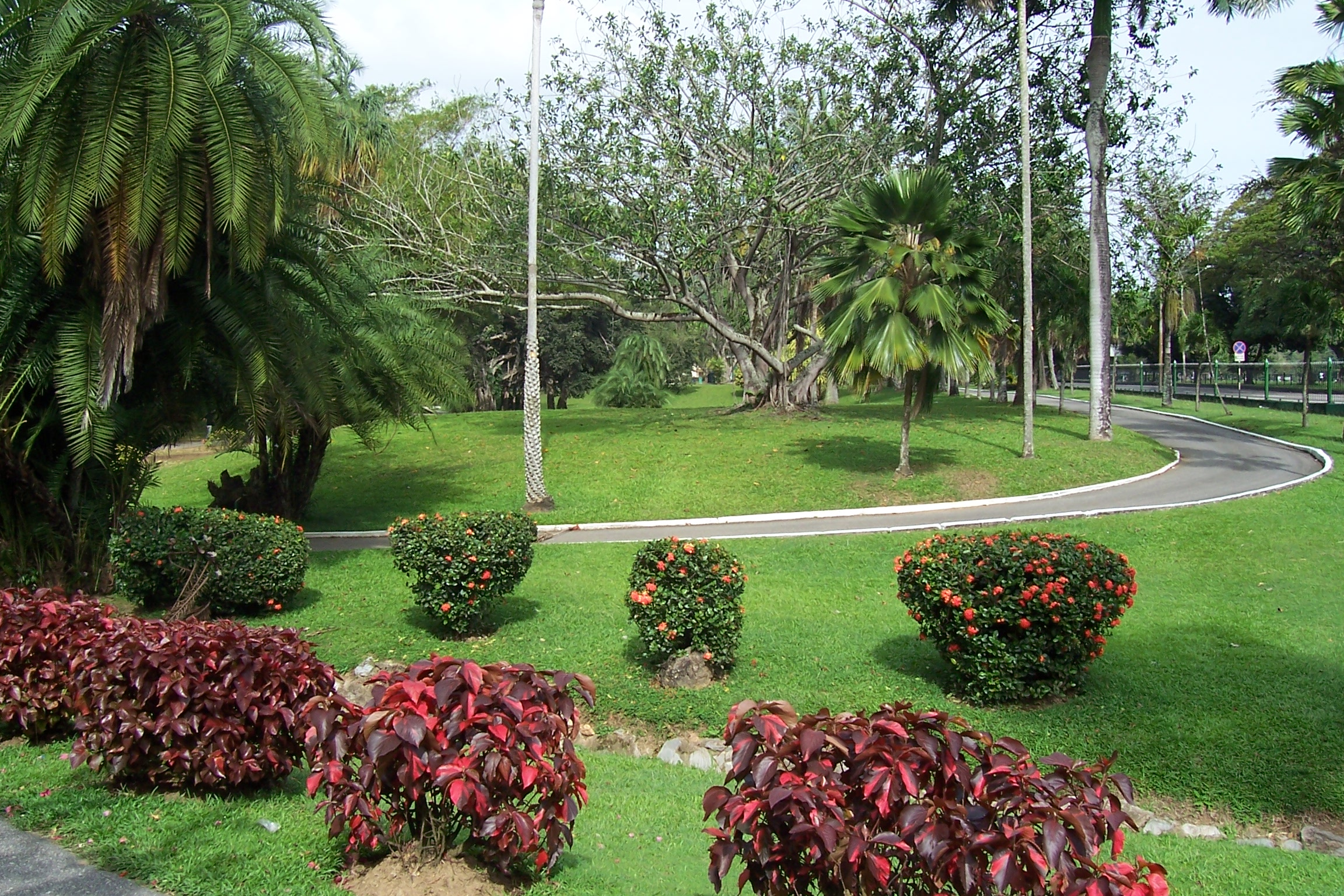
Ботанічний сад Тринідаду

Земельні ресурси Тринідаду і Тобаго (оцінка 2011 року):
- придатні для сільськогосподарського обробітку землі — 10,6 %,
  - орні землі — 4,9 %,
  - багаторічні насадження — 4,3 %,
  - землі, що постійно використовуються під пасовища — 1,4 %;
- землі, зайняті лісами і чагарниками — 44 %;
- інше — 45,4 %[1].

## Тваринний світ
У зоогеографічному відношенні територія країни відноситься до Північноандійської провінції Гвіано-Бразильської підобласті Неотропічної області.

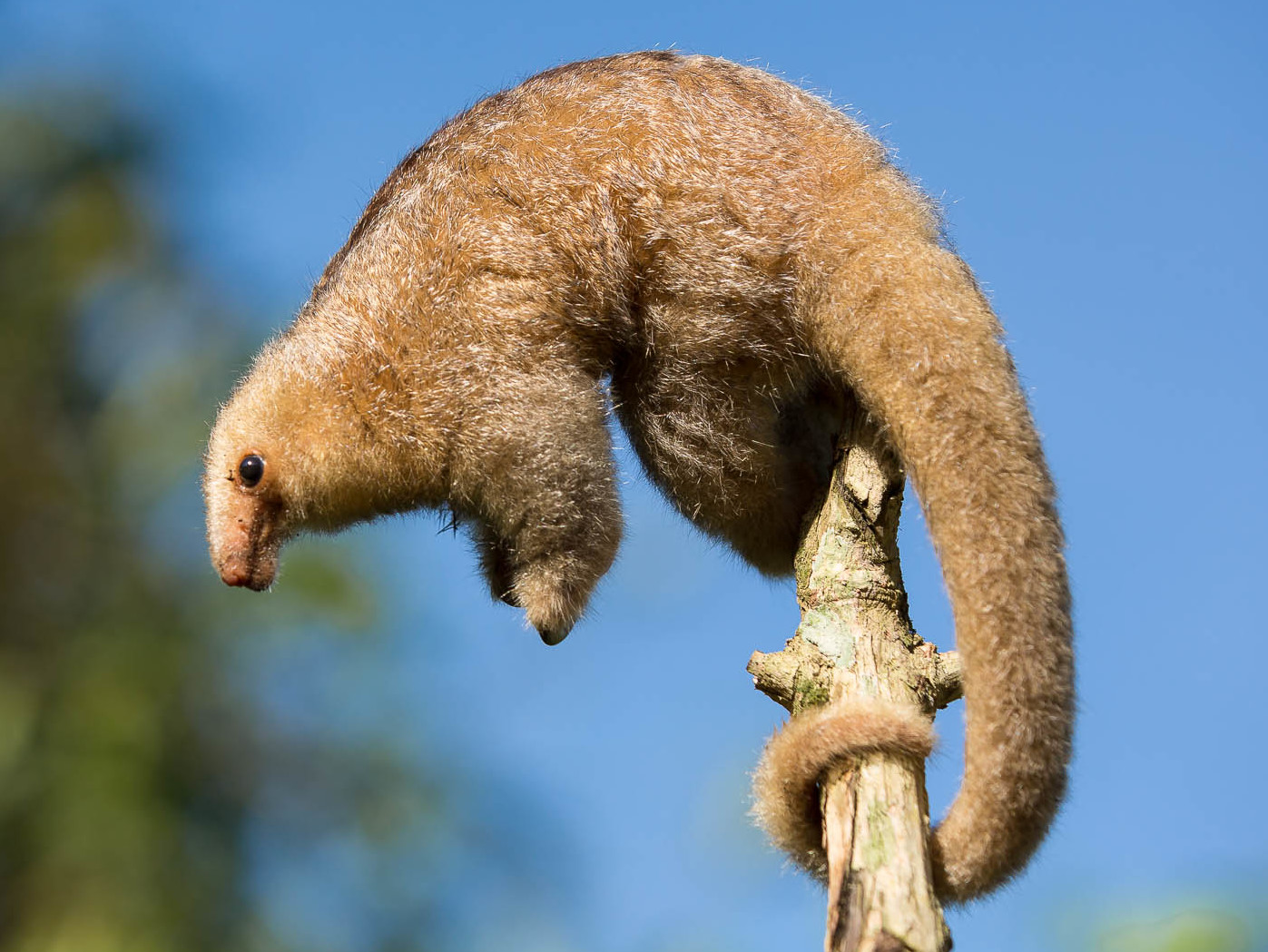
Карликовий мурахоїд
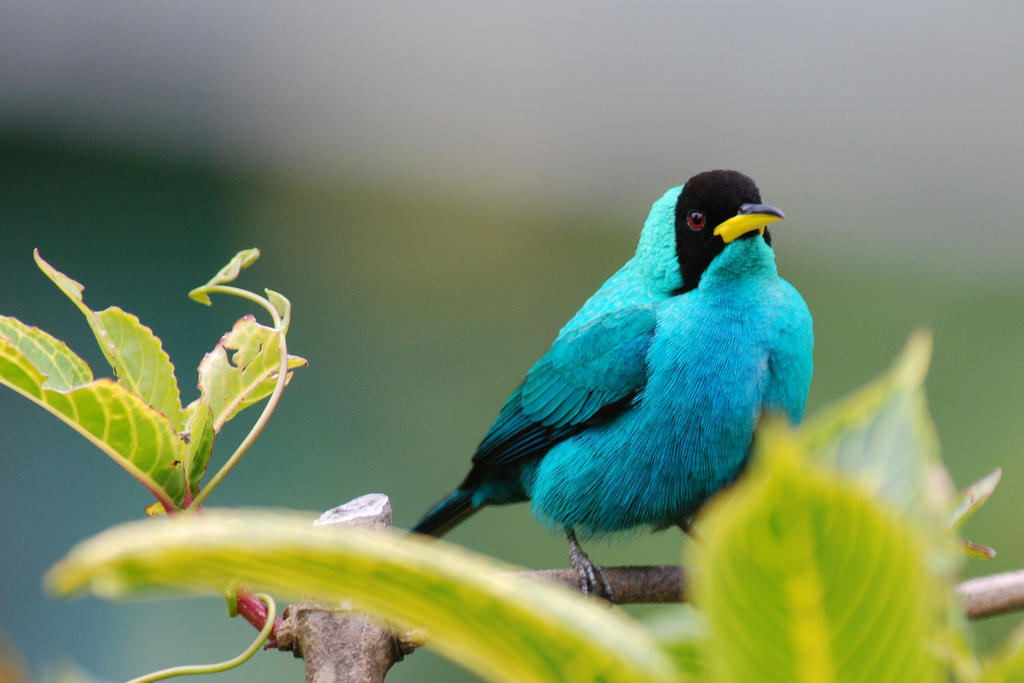
Зелений саї
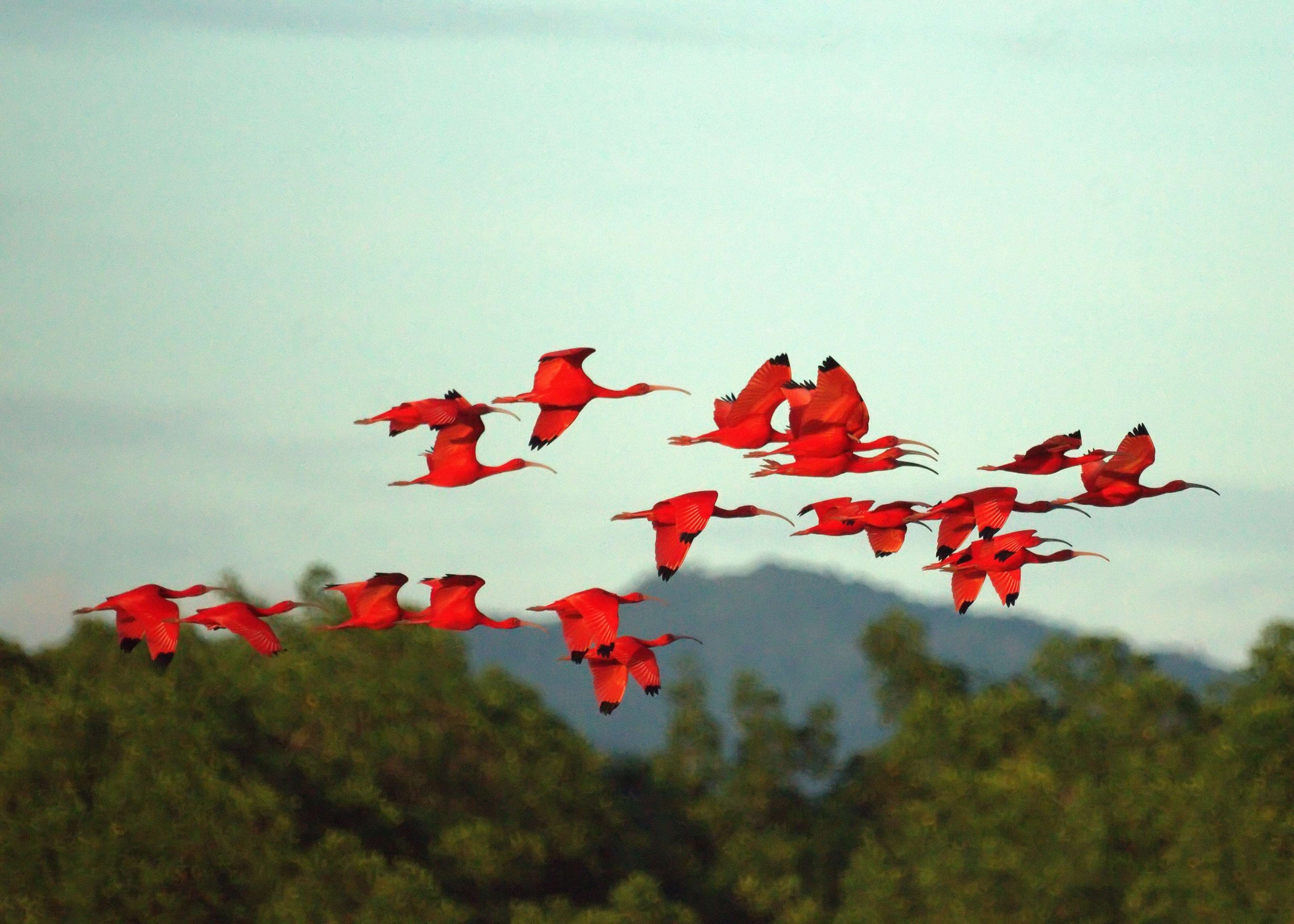
Червоні ібіси
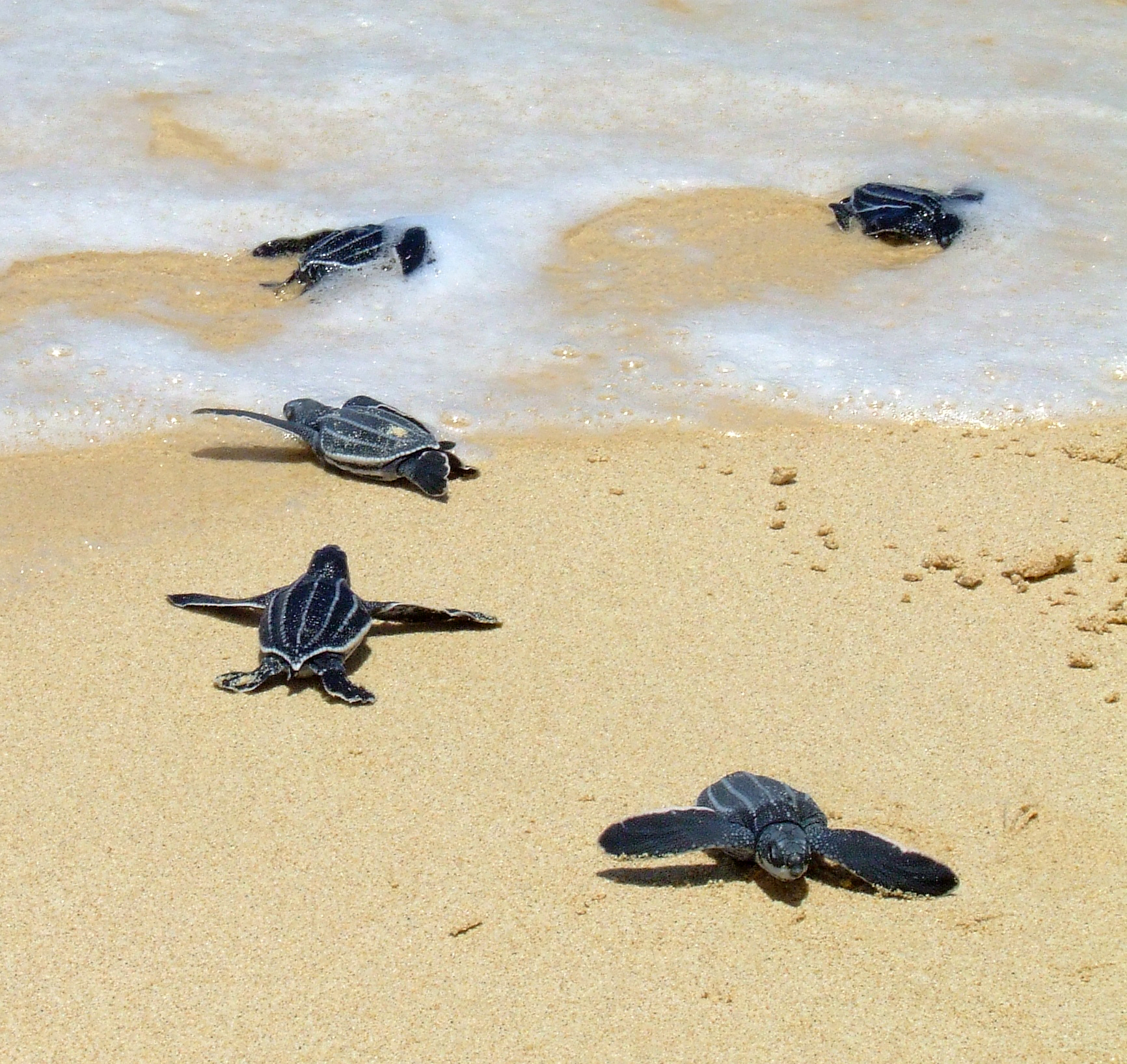
Молоді шкірясті черепашенята
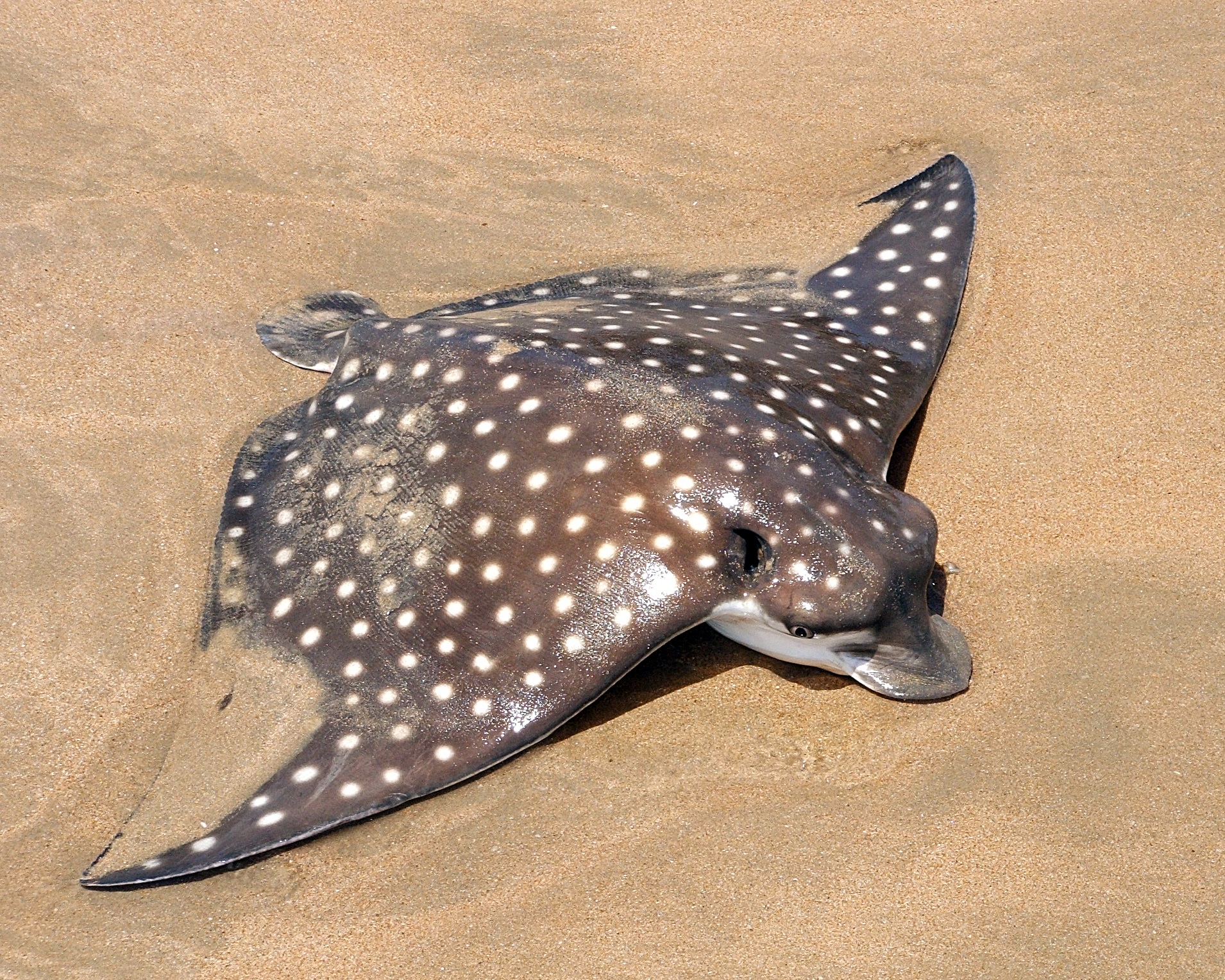
Плямистий морський скат

## Охорона природи
Тринідад і Тобаго є учасником ряду міжнародних угод з охорони навколишнього середовища:
- Конвенції про біологічне різноманіття (CBD),
- Рамкової конвенції ООН про зміну клімату (UNFCCC),
- Кіотського протоколу до Рамкової конвенції,
- Конвенції ООН про боротьбу з опустелюванням (UNCCD),
- Конвенції про міжнародну торгівлю видами дикої фауни і флори, що перебувають під загрозою зникнення (CITES),
- Базельської конвенції протидії транскордонному переміщенню небезпечних відходів,
- Конвенції з міжнародного морського права,
- Лондонської конвенції про запобігання забрудненню моря скиданням відходів,
- Конвенції з охорони морських живих ресурсів,
- Монреальського протоколу з охорони озонового шару,
- Міжнародної конвенції запобігання забрудненню з суден (MARPOL),
- Міжнародної угоди про торгівлю тропічною деревиною 1983 і 1994 років,
- Рамсарської конвенції із захисту водно-болотних угідь[12].

## Стихійні лиха та екологічні проблеми
На території країни спостерігаються небезпечні природні явища і стихійні лиха: нечасті урагани і тропічні шторми.
Серед екологічних проблем варто відзначити:
- забруднення вод сільськогосподарськими хімікатами, побутовими і промисловими стоками;
- нафтове забруднення пляжів;
- знеліснення;
- ерозію ґрунтів.

## Фізико-географічне районування
У фізико-географічному відношенні територію Тринідаду і Тобаго можна розділити на _ райони, що відрізняються один від одного рельєфом, кліматом, рослинним покривом: .

### Українською
- Атлас світу / голов. ред. І. С. Руденко ; зав. ред. В. В. Радченко ; відп. ред. О. В. Вакуленко. — К. : ДНВП «Картографія», 2005. — 336 с. — ISBN 9666315467.
- Атлас. 7 клас. Географія материків і океанів / Укладачі О. Я. Скуратович, Н. І. Чанцева. — К. : ДНВП «Картографія», 2014.
- Бєлозоров С. Т. Географія материків. — К. : Вища школа, 1971. — 371 с.
- Барановська О. В. Фізична географія материків і океанів : навч. посіб. для студентів ВНЗ : [у 2 ч.]. — Н. : Ніжинський державний університет ім. Миколи Гоголя, 2013. — 306 с. — ISBN 978-617-527-106-3.
- Тринідад і Тобаго // Гірничий енциклопедичний словник : [у 3-х тт.] / за ред. В. С. Білецького. — Д. : Східний видавничий дім, 2004. — Т. 3. — 752 с. — ISBN 966-7804-78-X.
- Дубович І. А. Країнознавчий словник-довідник. — 5-те вид., перероб. і доп. — К. : Знання, 2008. — 839 с. — ISBN 978-966-346-330-8.
- Економічна і соціальна географія країн світу. Навчальний посібник / За ред. Кузика С. П. — Л. : Світ, 2002. — 672 с. — ISBN 966-603-178-7.
- Панасенко Б. Д. Фізична географія материків : навч. посіб. : в 2 ч. — В. : ЕкоБізнесЦентр, 1999. — 200 с.
- Юрківський В. М. Регіональна економічна і соціальна географія. Зарубіжні країни: Підручник. — 2-ге. — К. : Либідь, 2001. — 416 с. — ISBN 966-06-0092-5.

### Англійською
- (англ.) Graham Bateman. The Encyclopedia of World Geography. — Andromeda, 2002. — 288 с. — ISBN 1871869587.
- (англ.) Donovan, Steven K.; Jackson, Trevor A. (1994). Caribbean Geology: An Introduction. University of West Indies. с. 289. ISBN 9764100333.

### Російською
- (рос.) Тринидад и Тобаго // Латинская Америка. Энциклопедический справочник [в 2-х тт.] / Главный редактор В. В. Вольский. — М. : Советская энциклопедия, 1982. — Т. 2. К-Я. — 656 с.
- (рос.) Авакян А. Б., Салтанкин В. П., Шарапов В. А. Водохранилища. — М. : Мысль, 1987. — 326 с. — (Природа мира)
- (рос.) Алисов Б. П., Берлин И. А., Михель В. М. Курс климатологии [в 3-х тт.] / под. ред. Е. С. Рубинштейн. — Л. : Гидрометеоиздат, 1954. — Т. 3. Климаты земного шара. — 320 с.
- (рос.) Апродов В. А. Вулканы. — М. : Мысль, 1982. — 368 с. — (Природа мира)
- (рос.) Апродов В. А. Зоны землетрясений. — М. : Мысль, 2010. — 462 с. — (Природа мира) — ISBN 978-5-244-01122-7.
- (рос.) Букштынов А. Д., Грошев Б. И., Крылов Г. В. Леса. — М. : Мысль, 1981. — 316 с. — (Природа мира)
- (рос.) Власова Т. В. Физическая география материков. С прилегающими частями океанов. Евразия, Северная Америка. — 4-е, перераб. — М. : Просвещение, 1986. — 417 с.
- (рос.) Гвоздецкий Н. А. Карст. — М. : Мысль, 1981. — 214 с. — (Природа мира)
- (рос.) Гвоздецкий Н. А., Голубчиков Ю. Н. Горы. — М. : Мысль, 1987. — 400 с. — (Природа мира)
- (рос.) Географический энциклопедический словарь: географические названия / под. ред. А. Ф. Трёшникова. — 2-е изд., доп. — М. : Советская энциклопедия, 1989. — 585 с. — ISBN 5-85270-057-6.
- (рос.) Дорст Ж. Центральная и Южная Америка. — М. : Прогресс, 1977. — 318 с. — (Континенты, на которых мы живем)
- (рос.) Исаченко А. Г., Шляпников А. А. Ландшафты. — М. : Мысль, 1989. — 504 с. — (Природа мира) — ISBN 5-244-00177-9.
- (рос.) Каплин П. А., Леонтьев О. К., Лукьянова С. А., Никифоров Л. Г. Берега. — М. : Мысль, 1991. — 480 с. — (Природа мира) — ISBN 5-244-00449-2.
- (рос.) Словарь современных географических названий / под общей редакцией акад. В. М. Котлякова. — Екатеринбург : У-Фактория, 2006.
- (рос.) Литвин В. М., Лымарев В. И. Острова. — М. : Мысль, 2010. — 288 с. — (Природа мира) — ISBN 978-5-244-01129-6.
- (рос.) Лобова Е. В., Хабаров А. В. Почвы. — М. : Мысль, 1983. — 304 с. — (Природа мира)
- (рос.) Максаковский В. П. Географическая картина мира. Книга I: Общая характеристика мира. — М. : Дрофа, 2008. — 495 с. — ISBN 978-5-358-05275-8.
- (рос.) Максаковский В. П. Географическая картина мира. Книга II: Региональная характеристика мира. — М. : Дрофа, 2009. — 480 с. — ISBN 978-5-358-06280-1.
- (рос.) Тринидад и Тобаго // Поспелов Е. М. Топонимический словарь. — М. : АСТ, 2005. — 229 с. — ISBN 5-17-016407-6.
- (рос.) География / под ред. проф. А. П. Горкина. — М. : Росмэн-Пресс, 2006. — 624 с. — (Современная иллюстрированная энциклопедия) — ISBN 5-353-02443-5.
- (рос.) Физико-географический атлас мира. — М. : Академия наук СССР и ГУГК СССР, 1964. — 298 с.
- (рос.) Энциклопедия стран мира / глав. ред. Н. А. Симония. — М. : НПО «Экономика» РАН, отделение общественных наук, 2004. — 1319 с. — ISBN 5-282-02318-0.